# Vintilă I. C. Brătianu
Vintilă I.C. Brătianu (n. 16 septembrie 1867, București – d. 22 decembrie 1930, București) a fost  cel de-al 31-lea prim-ministru al României în perioada 1927-1928.
A fost al treilea fiu al Ion C. Brătianu, frații săi fiind Ionel Brătianu și Dinu Brătianu. În 1886 a început studiile în Franța. Întors în țară cu diploma de inginer a participat la lucrările de construcții ale podului de peste Dunăre de la Cernavodă. Apoi, a primit conducerea lucrărilor de construcție a podurilor de pe Siret, Argeș și Vădeni.
Și-a început cariera în administrația de stat în anul 1897, fiind numit director al Regiei Monopolurilor Statului. În cariera sa a mai ocupat următoarele funcții de demnitate publică: secretar general în Ministerul Finanțelor, primar al Capitalei (1907-1911), ministru de război în timpul Primului Război Mondial și ministru de finanțe (1922 -1926). După moartea fratelui său Ion I.C. Brătianu a ocupat funcția de prim-ministru, între 1927 și 1928.
În anul 1901 și-a început cariera politică în cadrul Partidului Național Liberal, fiind ales de mai multe ori senator, deputat sau consilier comunal pe listele acestuia. Între 1927 și 1930 a ocupat funcția de președinte al Partidului Național Liberal. Vintilă Brătianu a mai fost de asemenea director al Băncii Românești, membru al Consiliului Centralei Băncilor Populare și a Cooperativelor Sătești, cenzor și director la Banca Națională a României.
Dintre funcțiile deținute, cele mai reprezentative au fost acelea de primar al Bucureștilor și ministru de finanțe. În calitate de primar al Bucureștilor, Vintilă Brătianu a fost un primar cu viziune și o abordare integratoare a problemelor cu care se confrunta orașul în acea perioadă, propunând, pentru prima dată în epocă, un set de soluții integrate care să faciliteze o dezvoltare echilibrată și durabilă a Bucureștilor. Atât ca primar al Bucureștilor dar mai ales în perioadele în care a fost ministru de finanțe, a fost unul din principalii promotori ai politicii economice liberale, cunoscută sub numele „Prin Noi Înșine”, menită să asigure o dezvoltare economică bazată pe dezvoltarea și consolidarea capitalului autohton și a întreprinderilor industriale aflate în proprietate românească.
După moartea lui Ionel Brătianu a preluat conducerea atât a guvernului, în calitate de președinte al Consiliului de Miniștri, cât și a Partidului Național Liberal. S-a opus „restaurației” (proclamării lui Carol al II-lea ca rege în 1930) fapt care a dus la o scindare a partidului, „tinerii liberali” conduși de fiul lui Ionel Brătianu, Gheorghe Brătianu, alegând să părăsească partidul și să se pună la dispoziția noului rege.
Vintilă Brătianu a trăit și a muncit decenii de-a rândul în umbra fratelui său cel mai mare. Era, cum observa Nicolae Iorga, „onest, muncitor, patriot, dar necăjicios și iute la vădirea mâniei sale, amestecându-se în toate și luând-se în gură cu toată lumea…, urând orizonturile largi în care «omul de stat» se pierde și privind cu strălucitorii lui ochi mărunți de cârtiță amănuntele cele mai neînsemnate”.

## Copilăria și adolescența

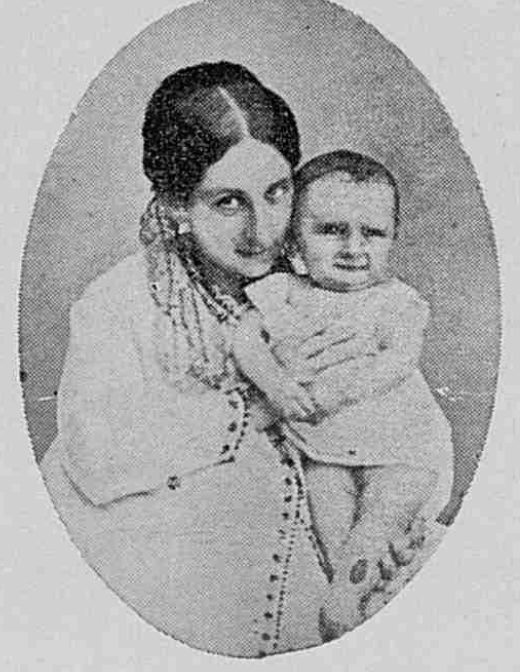
Vintilă Brătianu la vârsta de un an, cu mama

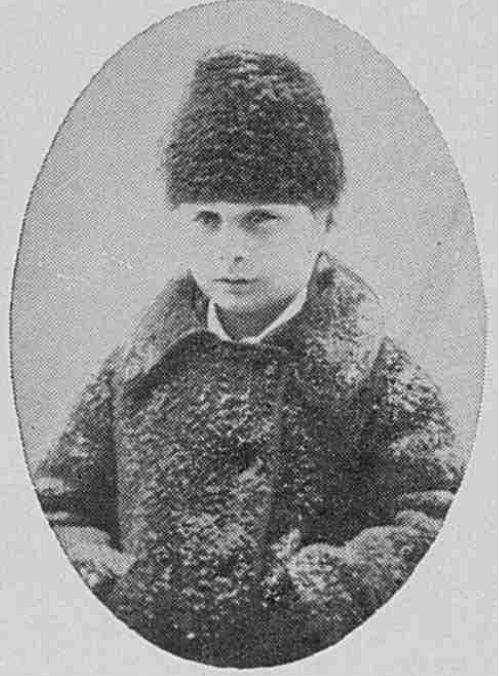
Vintilă Brătianu la vârsta de unsprezece ani

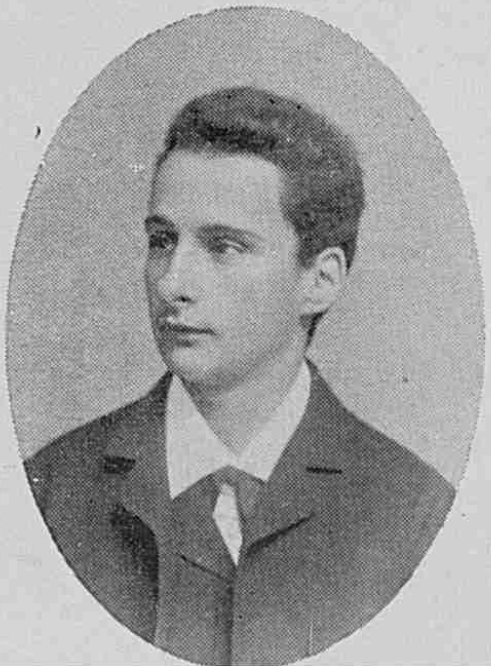
Vintilă Brătianu la vârsta de șaisprezece ani

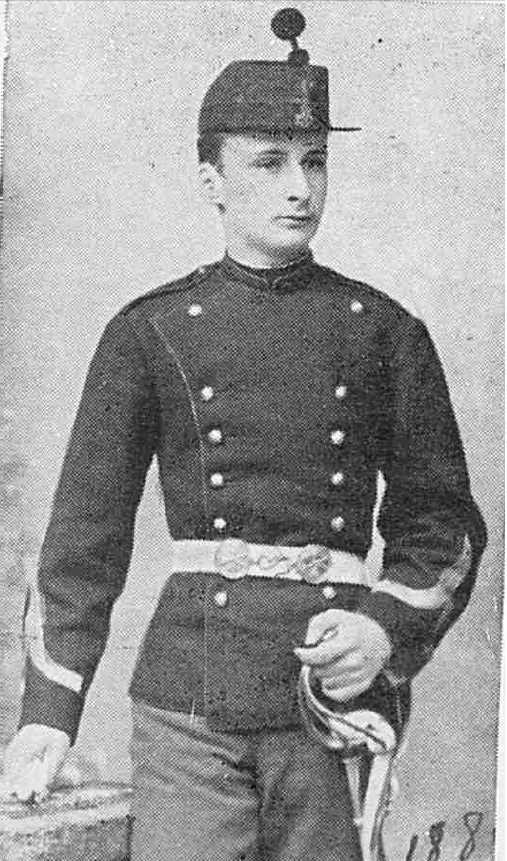
Vintilă Brătianu la vârsta de optsprezece ani, pe timpul stagiului militar

Vintilă Brătianu s-a născut la 16 septembrie 1867, la București, în casa de la Florica în care familia lui Ion C. Brătianu se mutase la începutul aceluiași an. Casa era situată pe ulița Herăstrăului, astăzi Bulevardul Dorobanților, nr. 3. Vintilă era al cincilea copil al lui Ion și Piei Brătianu (născută Pleșoianu), după Florica, Sabina, Ionel și Dinu.:p. 1
Vintilă a fost primul copil al familiei care nu s-a născut la Florica, „ sanctuarul” familiei Brătianu. După cum spune și Ionel Brătianu în una din amintirile sale: „Părinții noștri chiar de la căsătorie își făcuseră din Florica așezământul lor casnic. Datoriile politice îi obligau în diferite împrejurări să se mute la București. Doisprezece ani de minister și cursurile superioare ale liceului obligaseră pe părinții noștri și pe copii să-și petreacă în Capitală cea mai mare parte a anului. Totuși, pentru unii, ca și pentru alții, Florica era vatra și cuibul adevărat. Aceasta o simțeam într-atâta, încât față de copiii născuți la București rămânea avantaj celor ce se născuseră la Florica și care aveau astfel o legătură mai mult cu dânsa. Tatăl meu, retrăgându-se de la guvern, la începutul anului 1869 ne instalarăm la Florica, de unde în curs de șapte ani rareori și numai câte unul din copii venea pentru câteva zile la București.”
Nașul de botez al lui Vintilă Brătianu a fost Alexandru Golescu, „papa Golescu” cum îl numea familia Brătianu, sau „Sfântul” cum îl numeau alții datorită firii sale extrem de bune.:p. 1
La 15 noiembrie 1868 cade guvernul prezidat de generalul Nicolae Golescu, în care Ion C. Brătianu deținuse Ministerul de Interne și apoi Ministerul de Război.:p. 124 Ca urmare, familia Brătianu a revenit la Florica unde a locuit până în 1877, când Vintilă a împlinit vârsta de 10 ani. Aici, sub supravegherea atentă a mamei, a urmat acasă primele trei clase primare, cu un institutor din Pitești și un altul din Elveția. Clasa a patra a urmat-o tot acasă, dar de data aceasta la București, unde familia revine în 1876, când Ion C Brătianu este numit ministrul finanțelor, în guvernul condus de Manolache Costache Epureanu.:p. 3:p. 125
În 1878 a intrat în clasa I gimnazială la Liceul Sfântul Sava, liceu urmat și de cei doi frați mai mari, Ionel și Dinu. În registrul matricol al liceului din perioada 1879-1881 (singurul păstrat în arhiva liceului care a fost devastată pe timpul ocupației capitalei din primul război mondial) se regăsește înscris în clasele a II-a (1879-1880) și a III-a (1880-1881). Din notele obținute în clasa a II-a, rezultă că avea note mari la „Studii Literare” (8-10), note medii la Matematică (7) iar la Desen avea doar nota 6. În clasa a III-a își menține situația la Studii Literare, la Matematică își îmbunătățește situația până la 9, în schimb la Desen oscilează între 4 și 5, ceea ce îi determină pe părinți să îl înscrie la lecții de desen, acuarelă și modelaj cu sculptorul Ion Georgescu.:p. 3
Vintilă a reușit să termine liceul primul din clasa sa, trecând bacalaureatul, la greacă și latină cu felicitările juriului.:p. 33
După terminarea liceului, în toamna și iarna anului 1885, și-a satisfăcut stagiul militar obligatoriu, de 6 luni, conform reglementărilor vremii pentru absolvenții cu bacalaureat, la Regimentul 2 Artilerie, la fel ca și cei doi frați mai mari.:p. 33
Trei evenimente petrecute în anul 1885, când avea 18 ani, aveau să îl marcheze profund și să-și pună amprenta asupra modului său de a fi de aici înainte, unul sobru, interiorizat care nu lăsa să răzbată în exterior sentimentele și frământările sufletești. Acest lucru se vede foarte clar dintr-o serie de scrisori scrise familiei sale.
Primul eveniment l-a reprezentat absența forțată de la nunta surorii sale mai mari Sabina, programată pe 19 ianuarie 1885, dată la care avea programat o probă a bacalaureatului, fapt care l-a silit să rămână în București:
„Iată cea mai mare sărbătoare a noastră la care nu pot asista. Îmi pare rău din suflet ca la aceasta să fim doi lipsă [Ionel era la Paris - n.n] - căci sper să joc și la a Piei mici! Poate că în aceste timpuri din urmă te-am cam necăjit, dar nu te însori decât odată și cu aceasta trebuie toate uitate.:pp. 4-5 ”— Scrisoare către Sabina Brătianu ,  19 ianuarie 1885
Al doilea eveniment care l-a marcat profund a fost moartea lui C.A. Roseti, „Papa Rose” cum era cunoscut în familia Brătianu, petrecută în aprilie 1885. Vintilă descria astfel evenimentul într-o scrisoare către Ionel Brătianu, aflat la studii la Paris:
„Când a fost mai trist, a fost atunci când tata, nenea Tache, Ion Ghica și beizadea Mitică au dat cosciugul jos. Multă lume, cunoscută și necunoscută, nu a putut să-și țină plânsul și a fost o jale universală.

Azi  pentru întâia oară am văzut cu ochii cu adevărat ce e moartea: câte lucruri nu se distrug odată cu ea! Și ce mult aș vrea să cred că în cer ne vom întâlni cu cei pe care i-am iubit. Dar știu bine că nu nimic din aceasta și cu moartea odată se stinge totul.:p. 5”— Scrisoare către Ionel Brătianu ,  10 aprilie 1885
În vara aceluiași an 1885 l-a însoțește pe tatăl său în călătoria pe care o face la Marienbad. S-au oprit la Sinaia, unde regele Carol I îi invită la masă. A fost impresionat la acestă întâlnire, de sentimentul responsabilității publice inspirat de regele Carol I, și la plecare, foarte mândru de el îi scria mamei sale:  
„Regele mi-a dat mâna de două ori la plecare, iar Regina mi-a spus că speră a mă vedea mai des la Palat.:p. 7”— Scrisoare către Pia Brătianu ,  21 iulie 1885

## Educație și formare
După absolvirea Liceului Sfântu Sava din București și efectuarea stagiului militar, Vintilă Brătianu a început să se gândească la studiile superioare pe care trebuia să le urmeze în continuare. Dorința lui era să devină arhitect și ca urmare și-a anunțat familia că dorește să se înscrie la Școala de Arte Frumoase din Paris(École des Beaux-Arts).:pp. 8-9 Vintilă se va lovi însă de opoziția categorică a tatălui care dorea neapărat ca el să urmeze ingineria, la fel ca și ceilalți doi frați mai mari.
„Fii lui Ion Brătianu, toți trei, și-au ales cariera de inginer, dar nu pentru a o practica, cum rezultă din întreaga lor viață, ci pentru a-și putea transforma gândirea lor în realități viabile și durabile.:p. 567”—General Scarlat Panaitescu, Vintilă Brătianu în cariera sa științifică și politică

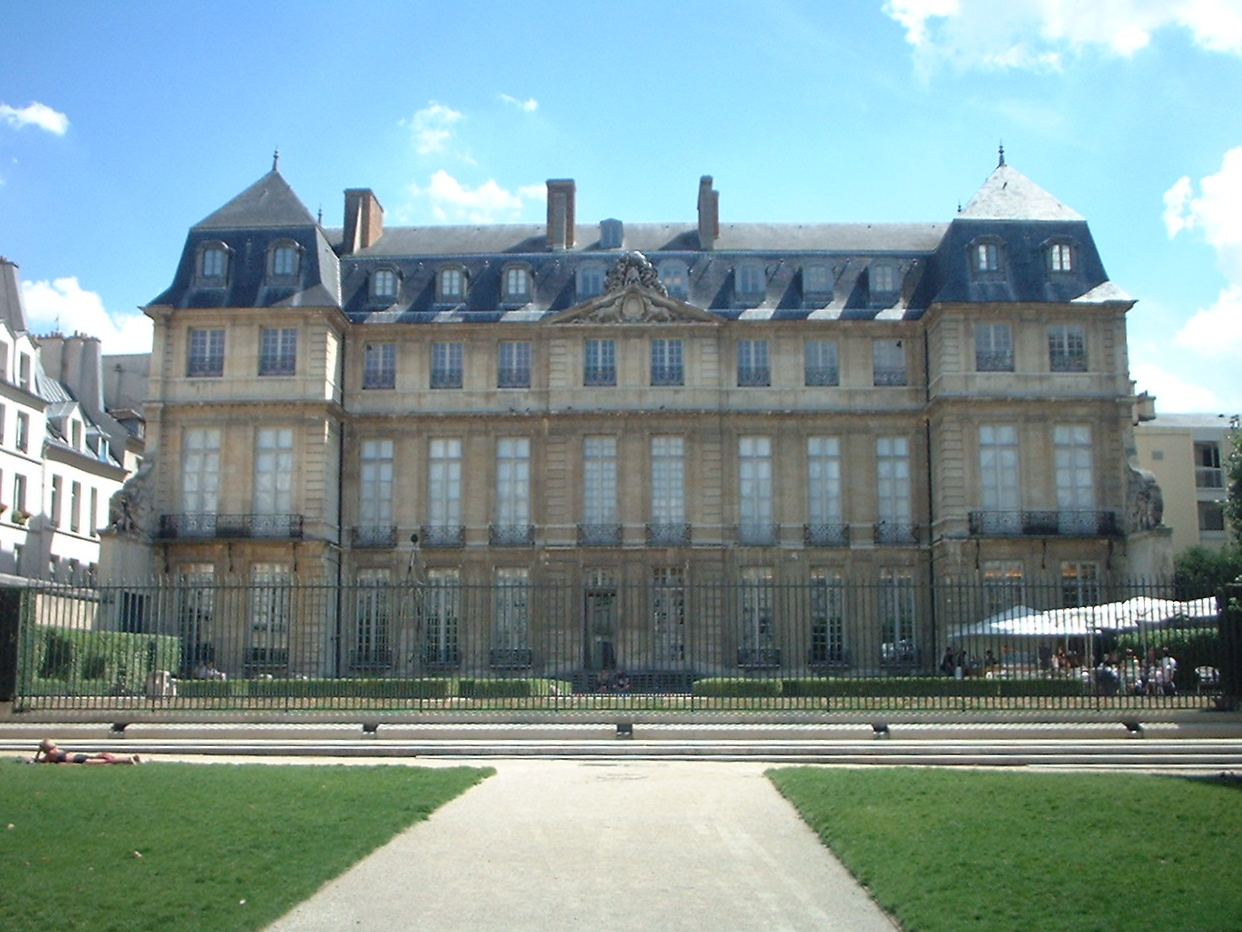
Localul Școlii Centrale din Paris la sfârșitul secolului al XIX-lea

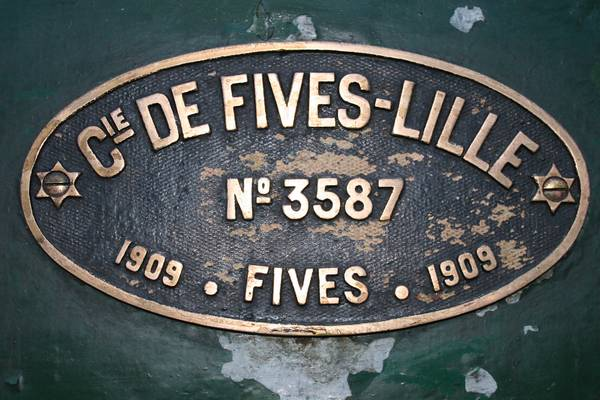
Emblema societății „Fives-Lille”, primul angajator a lui Vintilă Brătianu

Oricum, Ion C. Brătianu le-a interzis fiilor săi cu desăvârșire să ia drumul avocaturii, sub amenințarea blestemului și renegării, deoarece, considera el „nici o conștiință nu rezistă la ispitele pledoariilor și la controversele cauzelor”.:p. 66 În schimb, adversarii lor politici i-au atacat adesea pe frații Brătianu, afirmând că tocmai această formație inginerească i-ar fi făcut niște politicieni de mâna a doua. Iată cum era caracterizat Ionel Brătianu, de unul dintre acești opozanți, imediat după primul război mondial: „Un inginer de clasa a III-a, cu studii mediocre în specialitatea sa, ajunge primul consilier al Tronului, chemat mai apoi să hotărască soarta întregii țări.”:p. 67
La 21 septembrie 1886, Vintilă Brătianu sosește la Paris pentru a deveni student la Școala Centrală (École Centrale des Arts et Manufactures) împlinind dorința tatălui său de a deveni inginer. Pentru început a fost înscris la cursurile pregătitoare pentru admitere, care se desfășura la Liceul Saint Louis. Pe perioada studiilor a locuit, împreună cu frații săi Ionel și Dinu, într-un apartament de pe strada Mazarine, nr. 34. În decembrie 1886 a obținut primul certificat de studii; notele evoluând între bine și foarte bine, fiind apreciat ca „elev bun, muncitor, care promite mult”.:p. 10
La 15 iunie 1887 a trecut examenul de admitere la Școala Centrală, fiind clasificat al 85-lea din 285 de studenți admiși.:p. 34 A fost înmatriculat în toamna aceluiași an, declarând că este „fiu de agricultor” din România. Acest fapt avea să creeze vâlvă puțin timp mai târziu când universitatea a descoperit că „agricultorul” era chiar primul ministru al României. Solicitat să dea explicații despre această omisiune, Vintilă a precizat că nu a mințit, profesia de agricultor fiind ocupația permanentă a tatălui său, pe când cea de prim ministru este doar una temporară.:p. 11
La sfârșitul lui iulie 1890 a susținut și trecut examenul de absolvire, clasându-se al 12-lea dintr-o promoție de câteva sute de studenți, devenind inginer diplomat al prestigioasei Școli Centrale de Arte și Manufacturi din Paris.:p. 18
Și-a petrecut vara lui 1890 la Florica, de unde, în toamnă, la îndemnul tatălui său, s-a întors la Paris, pentru a ocupa un post de inginer la societatea de construcții civile și industriale „Fives-Lile”. A rămas aici până la sfârșitul lui februarie 1891, când a revenit în țară, pentru a participa la construcția podului de la Cernavodă.:p. 21

## Activitate profesională

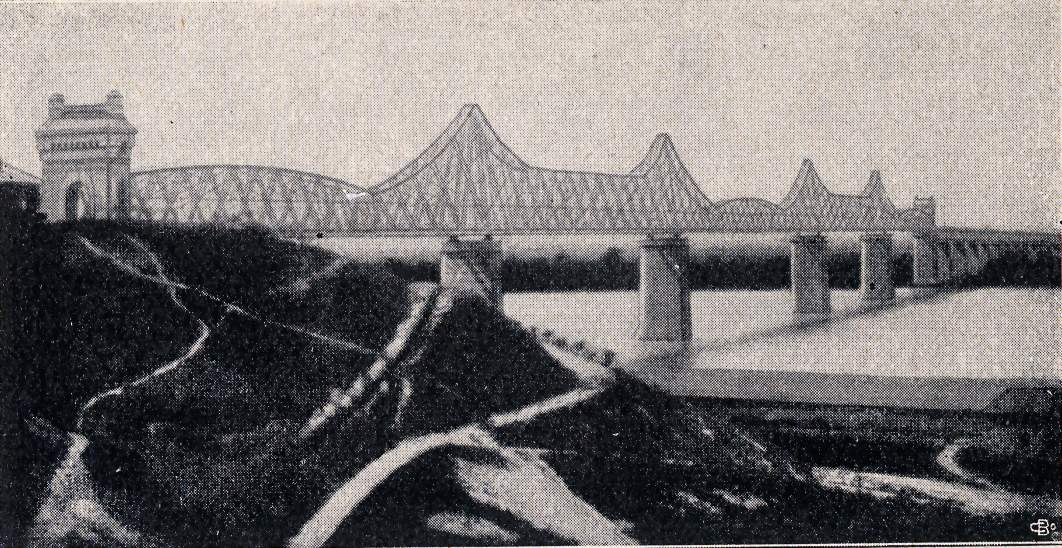
Podul de la Cernavodă la 1900

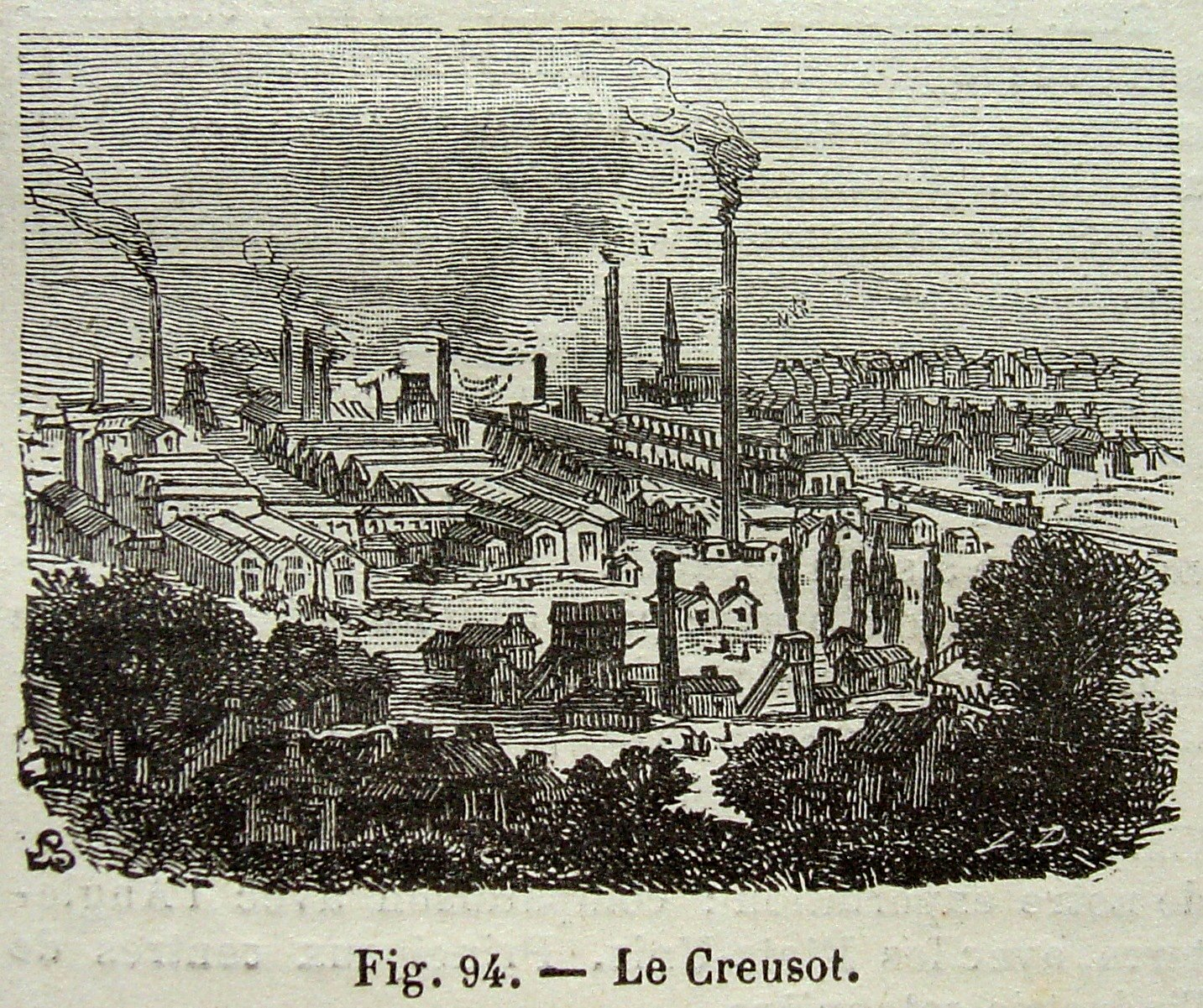
Uzinele „Schneider” din Creusot la 1900

Activitatea strict profesională, de inginer constructor a lui Vintilă Brătianu a fost destul de scurtă, imediat după terminarea studiilor universitare.
În martie 1891 Vintilă Brătianu pleacă la Cernavodă, pe șantierul de construcție a podului, ca angajat al companiei Fives-Lille, una din cele trei companii care câștigaseră licitațiile internaționale pentru construcția unor segmente ale complexului de poduri. Compania la care lucra Vintilă Brătianu trebuia să realizeze podul principal peste Dunăre de la Cernavodă.:p. 44. Pentru el această perioadă a fost una foarte grea, fiind afectat atât de condițiile grele în care trebuia să își desfășoare activitatea, cât mai ales de moartea tatălui, Ion C. Brătianu, în luna mai 1891.. Rămâne pe șantier până în prima parte a anului 1892 când compania l-a trimis pentru timp de un an în Franța, la uzinele Schneider din Creusot, ca reprezentant în comisia mixtă care supraveghea calitatea oțelului turnat aici și destinat construcției podului de la Cernavodă.:p. 47
Cu experiența câștigată la Cernavodă și la uzinele Scheneider-Creusot, a condus apoi lucrările de construcție a podurilor pe Siret lângă Bacău, de pe Râul Argeș la Grădiștea și montarea tablierului metalic la podul de la Șendreni pe râul Siret, între Brăila și Galați.:p. VI
După 1896, Vintilă Brătianu a părăsit cariera de inginer constructor pentru a începe una nouă, în administrația de stat în paralel cu o implicare sporită în activitatea politică a Partidului Național Liberal.

## Viața de familie

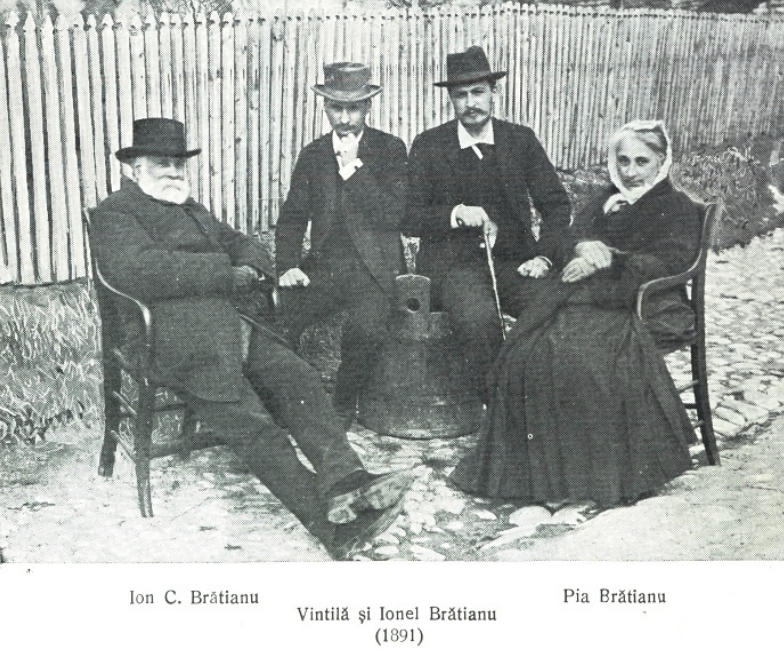
Ion C Brătianu, Pia Brătianu, Ion I.C. Brătianu și Vintilă Brătianu, în 1891, puțin înaintea morții lui Ion C. Brătianu

Politicos din cale afară, Vintilă I. C. Brătianu își manifesta respectul față de persoanele în vârstă, chiar în absența acestora, însoțindu-le numele după caz cu apelativul  „domnul” sau „doamna”. Nu era obișnuit să-i placă familiaritatea cu cei cu care venea des în contact și, în ceea ce îl privea nu îi plăcea să-și afișeze superioritatea în fața interlocutorilor săi.
Vintilă Brătianu a fost foarte discret protejând cu strășnicie tot ce ținea de intimitatea vieții de familie. Ținea mult la respectarea convențiilor sociale și a ierarhiilor familiale, ca temelie a ordinii și ierarhiei sociale. 
„Vintilă Brătianu cerea de la oameni trei lucruri: ordinea, sentimentul conveniențelor și respectul autorității sau raporturilor ierarhice. Ura clevetirea, disprețuia intriga și nu putea suferi obrăznicia.:p. 573”—Ing. Gheorghe Popescu, Din viața lui Vintilă Brătianu
S-a căsătorit destul de târziu, la vârsta de 37 de ani, în anul 1904 cu Lia Stolojan, fiica lui Anastase Stolojan, unul din membrii importanți ai Partidului Național Liberal. În 1913 s-a născut singurul copil al familiei, Vintilă V. Brătianu (1913-1995), care avea să fie numit „Vintilică”, pentru a-l deosebi de tatăl său. Acesta a avut o singură fiică, Despina Leiter-Brătianu, născută însă după moartea lui Vintilă Brătianu.
Vintilică a fost ca și tatăl său inginer, trăind în exil în perioada comunistă, pentru ca după 1989 să revină în țară și să se implice în viața politică românească, ca președinte al Partidului Liberal (1993).
Prin actul dotal încheiat la căsătoria celor doi, Lia Stolojan a primit ca zestre din averea defunctului său tată partea sa indiviză din domeniul de la Herești județul Ilfov, moșia din Stolojani județul Gorj și moșia de la Hengulești din județul Râmnicu Sărat.
Familia Vintilă Brătianu avea să locuiască din 1911 în casa din strada Aurel Vlaicu, nr. 19 din zona Parcului Ioanid, casă construită în stil neo-românesc, pe un teren cumpărat prin licitație publică de Lia Stolojan de la Primăria Capitalei.
La 4/17 august 1916, în casa lui Vintilă Brătianu , s-au semnat în secret, documentele prin care România intra în război de partea Antantei. În memoriile sale, I.G. Duca scria că „nu au fost de față la iscălirea tratatelor decât cinci persoane: Brătianu, Poklevski, Diamandi, Vintilă Brătianu și cu mine. Poklevski a sosit cel din urmă, cu cele cinci originale destinate Rusiei, Franței, Angliei, Italiei și României. (...) Prin aceste acte declaram război numai Austro-Ungariei (...) Când cetirile au fost terminate a venit rândul iscălirii (...) Vintilă Brătianu pregătise în mijlocul mesei o călimară frumoasă și un condei destinat a fi păstrat în amintirea acestei scene istorice.”
Izbucnirea Primului Război Mondial avea să pună la grea încercare familia Brătianu, care a ales însă să slujească interesele țării, chiar cu asumarea unor mari primejdii pentru fiecare din membrii familiei.
În iarna lui 1916, Vintilă a plecat odată cu Ionel Brătianu și cu întreg guvernul condus de acesta, în refugiu la Iași, în vreme ce Lia și unicul lor copil, Vintilică, în vârstă de numai trei ani, au rămas în București, ca și alți membri ai familiei Brătianu. Întrebat de un prieten, economistul G. D. Creangă, de ce nu își ia soția în Moldova odată cu retragerea temporară a guvernului la Iași, Vintilă Brătianu a dat cunoscuta sa replică: „Se rupe țara în două, îmi rup și eu sufletul în două.”
Aceasta avea să fie atitudinea solidară și consecventă a întregii familii. 
„Parcă îl aud pe domnul Lascăr Catargi când ne ruga pe toți din familie să nu rămânem cu nici un preț. Văzând că rugămintele sale erau zadarnice, spunea mereu: „Vă dați pradă vrăjmașilor dumneavoastră celor mai înverșunați”.

Avea dreptate și totuși nu puteam face astfel. De-ar fi fost de reînceput, tot așa am face. Mai întâi că ar fi fost o lașitate să părăsim Bucureștii noi toți membrii familiei Brătianu, punându-ne la adăpost la Iași, lăsând populația săracă la discreția vrăjmașului, și al doilea fiindcă faptul că Ionel și-a lăsat mama și surorile aici iar Vintilă soția și copilul, a dat liniște celor siliți prin situația lor să rămână.:p. 60”—Pia Alimănișteanu (Brătianu), Însemnări din timpul ocupației germane
Membrii familiei Brătianu rămași în București au fost supuși unei serii întregi de măsuri umilitoare, atât din partea autorităților de ocupație cât și din partea adversarilor politici ai Brătienilor, deveniți colaboratori cu ocupanții și care profitau de prilej pentru a se răzbuna, încercând să-i umilească pe membrii familiei aflați sub autoritatea lor vremelnică. Astfel casa lui Vintilă Brătianu avea să fie percheziționată în repetate rânduri, autoritățile de ocupație fiind în special interesate de „dosarele diferitelor societăți comerciale înființate de Vintilă Brătianu”.:p. 59
Rămasă singură cu copilul, Lia s-a mutat din casa lor din strada Țăranilor (Aurel Vlaicu, azi) la mama ei, în casa Stolojan din strada Cosma (Henri Coandă, actuala ambasadă a Italiei). Ei și Sabinei Cantacuzino li s-au stabilit ulterior, de către autoritățile germane de ocupație, domiciliu forțat la Mănăstirea Pasărea, iar proprietățile le-au fost confiscate.

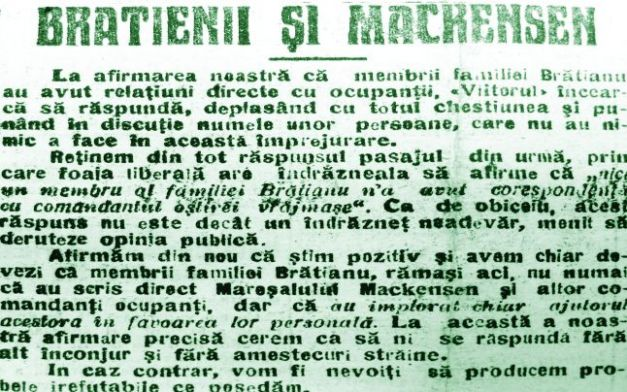
1919 - Brătienii și Mackensen, articol din ziarul Îndreptarea

Adversarii politici ai Partidului Național Liberal au încercat ulterior să folosească electoral faptul că membrii familiei Brătianu au rămas în teritoriul ocupat, pentru a-i acuza pe aceștia de colaborare cu ocupanții germani. Acest lucru a fost vizibil în special în timpul campaniei electorale din noiembrie 1919, prin articolele publicate în ziarul Îndreptarea, oficiosul Partidului Poporului, condus de mareșalul Alexandru Averescu.(vezi extrasul alăturat)
Familia s-a reîntregit în noiembrie 1918, odată cu alungarea trupelor de ocupație și revenirea Regelui și a Guvernului în București. În perioada interbelică, familia Brătianu avea să ducă viața obișnuită a elitei bucureștene, una îndestulătoare dar decentă și fără ostentație. Iat-o văzută prin ochii uneia dintre menajererele familiei:
„Aveau casa pe lângă Grădina Icoanei, pe o stradă care atuncea se numea Aurel Vlaicu. Era mare casa și n-aveau decât un băiet - pe Vintilică - și el plecat mereu la studii în străinătate. Domnul și doamna au mai crescut un băiet de la țară, care a rămas orfan. Pe sora băietului ăsta a înfiat-o alt ministru, Tancred Constantinescu mi se pare că-l chema. Am avut zile bune la familia Brătianu. Erau mulți angajați: bucătăresele, fetele de la curățenie, eu și o rusoaică, feciorul care servea la masă, grădinarul, iar stăpânii se purtau omenos cu noi. N-aveam de ce ne plânge. Cât am stat la ei, le-am făcut ajururi și cipcă la toate perinile ce le aveau, așa ca pe la noi, în Mureș, și le-a plăcut lucrul făcut de mine. Numai când suna clopoțelul, știam că mă cheamă la curățenie și lăsam cusutul.

Doamna Lia Brătianu ne cumpăra câteodată bilete la film și ne trimitea pe toți angajații. Așa am văzut Patimile lui Iisus. Tare ne-am bucurat când, pentru munca făcută, domnul Brătianu i-a dat omului meu, pe lângă bani, și o căruță cu doi cai faini.”
Lia Brătianu este cea care, împreună cu Regina Maria, a pus bazele Societății Filantropice „Principele Mircea” (în memoria ultimului copil al Reginei, mort de tifos pe timpul războiului), fundație care își propunea consolidarea sistemului sanitar și construirea unor clinici pentru nou-născuți, atât în mediul rural, cât și în mediul urban, înființându-se peste 350 de centre cu această destinație.

## Funcții de demnitate publică
Ascensiunea lui Vintilă Brătianu în viața publică a fost lipsită de spectaculozitate. A urcat treaptă cu treaptă, impunându-se prin rigoare, corectitudine, exigență față de sine însuși, dar și față de colaboratori. Vintilă Brătianu sosea primul la slujbă, uneori chiar înaintea femeilor de serviciu, pentru a vedea dacă nu cumva întârzie vreuna sau nu-și face treaba bine. Pleca seara târziu și avea grijă să fie stinse becurile și închise ferestrele.
Ca persoană publică, Vintilă Brătianu „s-a grăbit încet”, urmărind să-și însușească temeinic domeniile în care se angaja, pentru a lucra eficient și cu rezultate palpabile. Domeniul său predilect a fost economia națională pe care a studiat-o îndeaproape, pentru a putea ca, pornind de la realitatea existentă, să-i asigure în viitor o nouă direcție de evoluție.:p. 33

### Director al Regiei Monopolurilor Statului - 1897-1899

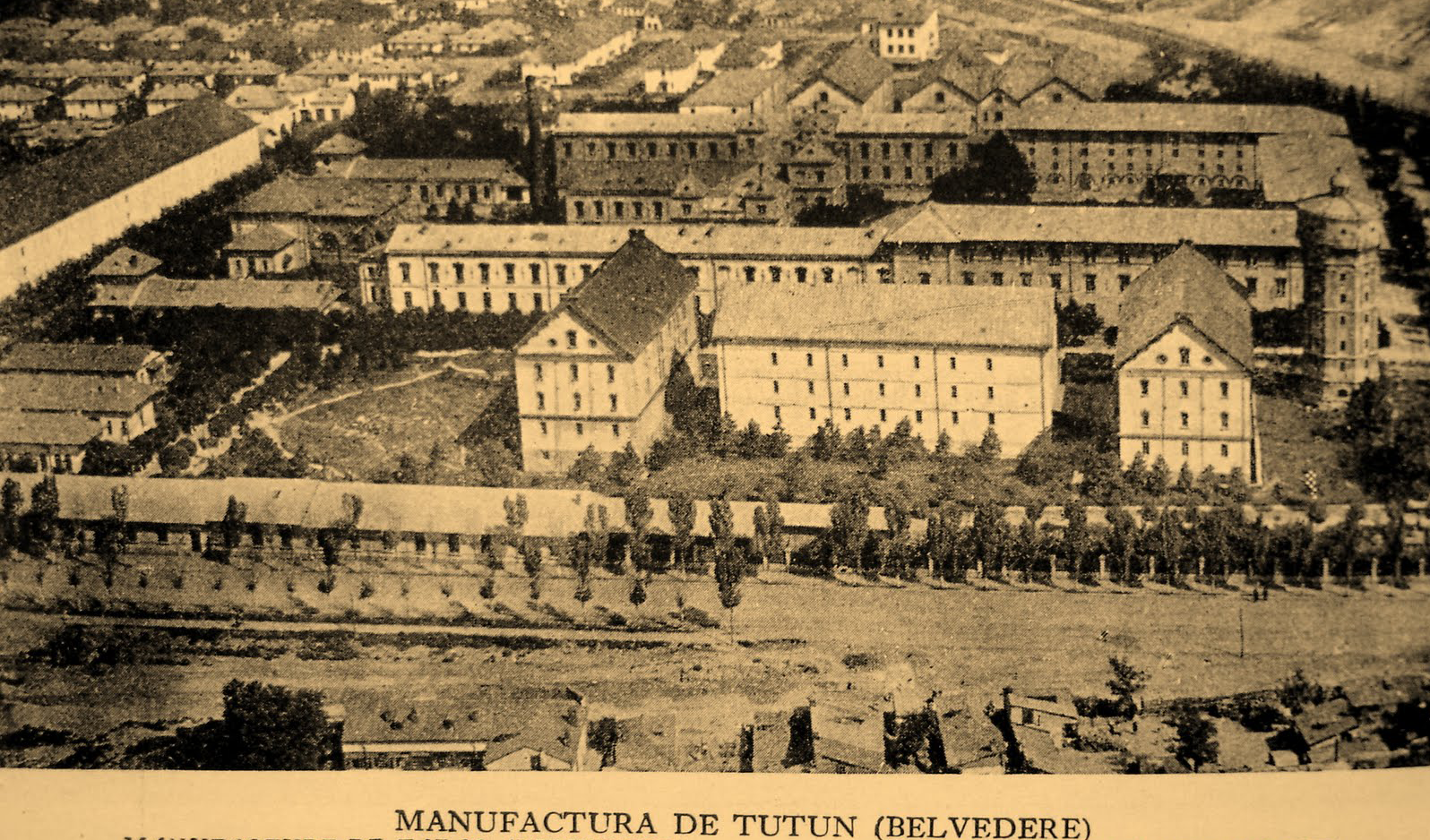
Manufactura de tutun a Regiei Monopolurilor Statului

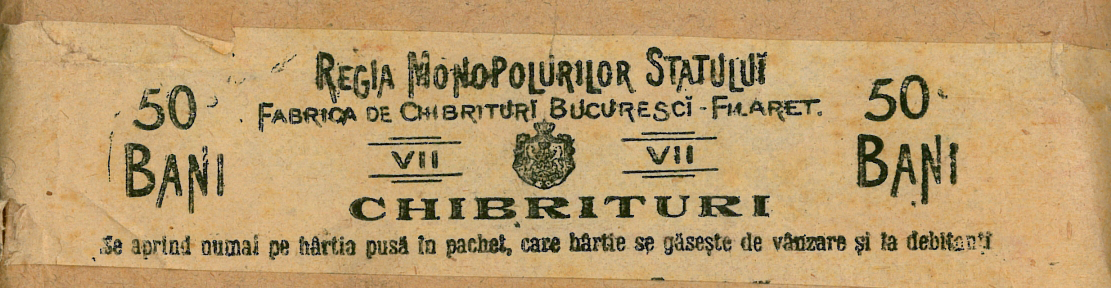
Etichetă de chibrituri a Regiei Monopolurilor Statului

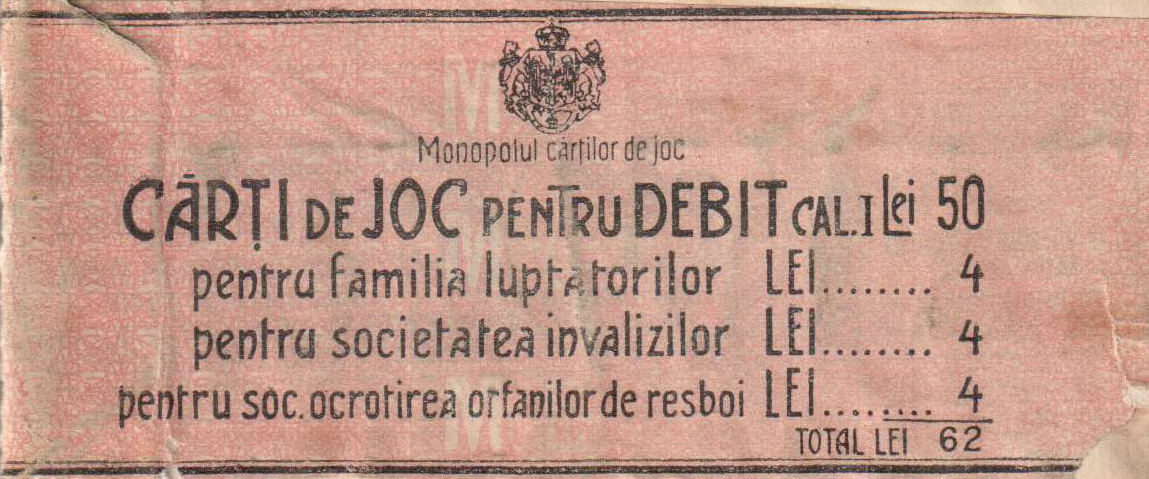
Listă de prețuri a Monopolului cărților de joc

La 31 martie 1897 s-a constituit guvernul liberal condus de președintele partidului, Dimitrie A. Sturdza, guvern care avea să rămână la putere până la 30 martie 1899. În acest guvern, fratele mai mare al lui Vintilă, Ion I.C. Brătianu, a ocupat prima sa funcție ministerială, la Ministerul Lucrărilor Publice.:p. 127
Primul ministru Dimitrie Sturdza, apreciindu-i capacitatea de muncă și de organizare precum și inteligența sa, îi încredințează lui Vintilă Brătianu, la 1 iulie 1897, Direcțiunea Regiei Monopolurilor Statului, unde a rămas până la 11 aprilie 1899, când a fost înlocuit, după demisia guvernului liberal.:p. 35
În perioada în care a condus Direcțiunea Regiei Monopolurilor Statului, Vintilă Brătianu și-a concentrat eforturile pe reorganizarea și eficientizarea activității acesteia, într-o formulă care avea să rămână nemodificată pentru aproape patru decenii.
Regia gestiona, pe baza dispozițiilor legale din acel moment, o serie de domenii a căror exploatarea constituia monopol de stat: tutunul, sarea, timbrele, chibriturile, cărțile de joc sau navigația fluvială pe Dunăre.
A restructurat din temelii sistemul cultivării și valorificării tutunului, mergând personal în Macedonia și Turcia pentru a urmări cum funcționează acest sistem la fața locului, după care trece la punerea lor în practică și în România. Astfel dispune o serie întreagă de măsuri organizatorice vizând:
- începerea cultivării tutunurilor de calitate superioară, prin înființarea la Suluc, lângă Măcin, a primei stațiuni pentru selecția semințelor și aclimatizarea tutunului din Macedonia;
- crearea unui corp de ingineri agronomi specializați în cultivarea tutunului, prin trimiterea la studii în străinătate a unui număr de tineri absolvenți ai învățământului superior agricol din România;
- crearea unui fond pentru ameliorarea culturii tutunului și asigurarea producătorilor împotriva distrugerilor provocate de grindină;
- încadrarea serviciilor din domeniu cu personal de specialitate, de la agenții de cultură până la șefii de circumscripții și inspectori și asigurarea stabilității pe posturi a acestora;
- modernizarea fabricilor de prelucrare a tutunului și organizarea desfacerii tutunului prin factorii poștali.[27]:pp. 70-73

În ceea ce privește monopolul sării, Vintilă Brătianu s-a situat pe aceeași poziție ca și tatăl său Ion C. Brătianu, considerând că acesta nu mai trebuie conceput ca un monopol fiscal, ci că statul trebuie să-și exercite drepturile sale numai în domeniul extracției. El urmărea libertatea vânzării sării în vederea distribuirii ei rapide în toate zonele țării. „Sarea este un aliment de primă necesitate și exploatarea ei nu trebuie privită prin prisma unui câștig prea mare pentru stat”.:pp. 74-75
Un alt domeniu aflat în subordinea regiei era cel al navigației fluviale pe Dunăre, de organizare căruia s-a ocupat cu rigoarea dată de formația sa inginerească, dorind să accelereze dezvoltarea transporturile efectuate cu mijloace românești și să reducă la minimum inconvenientele create de înghețarea fluviului pe timp de iarnă. Preocuparea lui de căpetenie a constituit-o ideea de a face ca societatea română de navigație fluvială („Navigația Fluvială Română”) să lucreze mai bine și mai eficient decât liniile concurente străine.:p. 252
Datorită acestor eforturi ale sale, de la 1 aprilie 1898, a început să funcționeze în mod regulat serviciul de navigație pe Dunăre, sub pavilion românesc. Tot lui i se mai datorează stabilirea colaborării cu societățile de navigație din Serbia și Germania, care a permis Navigației Fluviale Române să poată desfășura servicii de transporturi regulate între Sulina și Regensburg.:p. VIII
Măsurile luate de Vintilă Brătianu, în scurta trecere pe la Regia Monopolurilor Statului, a făcut ca regia să dea cel mai însemnat venit în bugetul statului, asigurând ani la rândul excedente bugetare de 200-300 milioane de lei.:p. VIII:p. 79

### Secretar general la Ministerul de Finanțe - 1901-1904

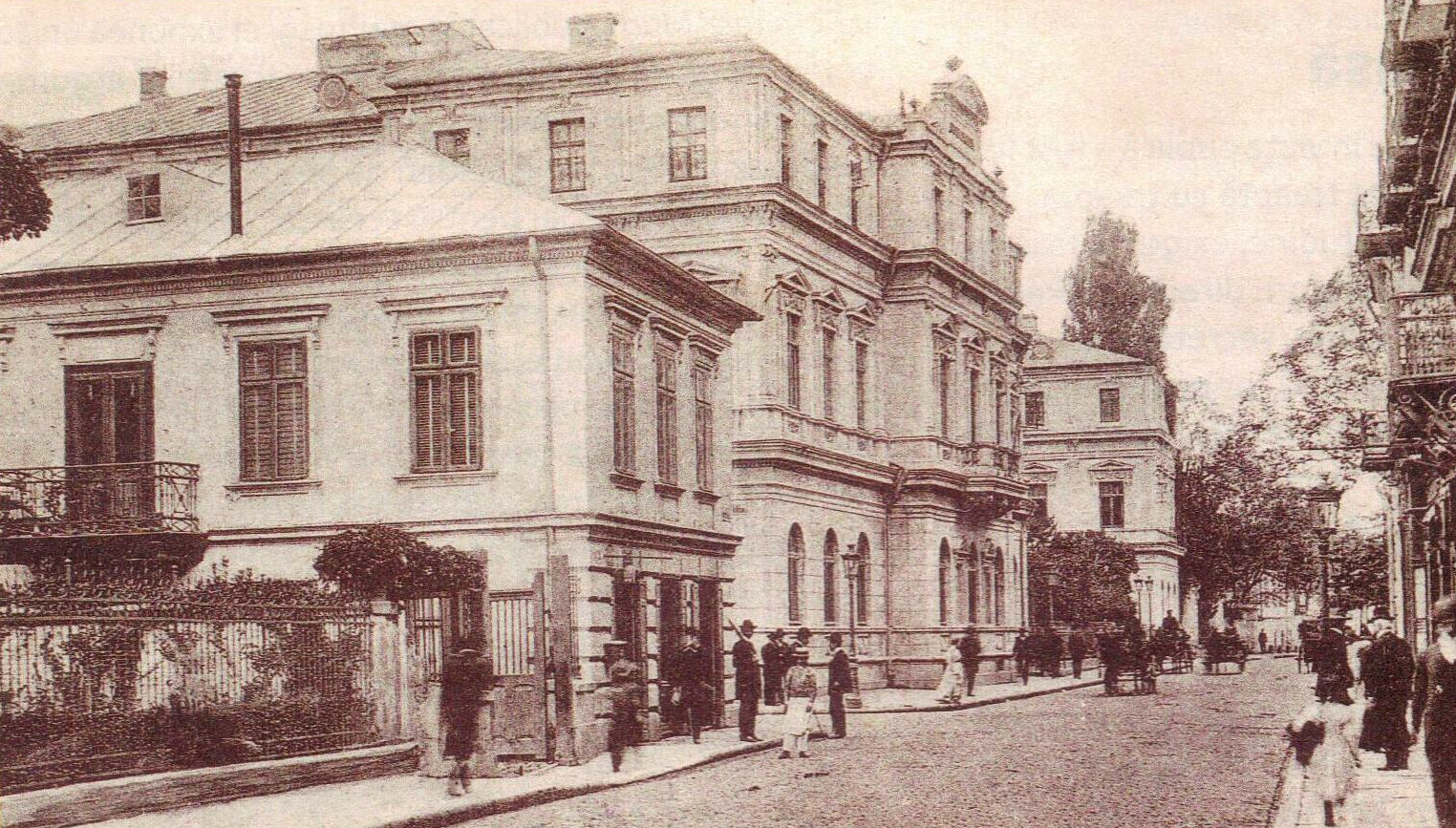
Sediul Ministerului de Finanțe la 1900

La 14 februarie 1901 liberalii revin la putere, constituindu-se un nou guvern condus de președintele partidului, Dimitrie A. Sturdza, guvern ce avea să rămână la putere până la 20 decembrie 1904.
În acest guvern Vintilă Brătianu a fosti Secretar General la Ministerul Finanțelor pe toată perioada guvernării, sub trei miniștri: George D. Pallade (14 februarie 1901 - 9 ianuarie 1902), Dimitrie A. Sturdza (9 ianuarie 1902 - 18 iulie 1902) și Emil Costinescu (18 iulie 1902 - 20 decembrie 1904).:p. 128
Aceasta a fost prima funcție guvernamentală a lui Vintilă Brătianu, care i-a permis să-și pună în valoare calitățile de om de finanțe, el fiind cel care a asigurat practic conducerea Ministerului Finanțelor, miniștrii, atât George Pallade cât și Dimitrie Sturdza dându-i mână liberă și totală libertate de mișcare.:p. 86
Principalele sale realizări din acest mandat au fost: determinarea și realizarea pentru prima dată a bugetelor de venituri și cheltuieli ale județelor și comunelor urbane, reformarea sistemului de accize, crearea unui sistem nou de statistică financiară, centralizarea bugetelor caselor speciale la bugetul de stat, organizarea sistemului statistic din domeniul comerțului exterior și organizarea bugetului general al statului pe departamente.:pp. 86-87
Vintilă Brătianu a fost totodată, primul demnitar al statului român, de la 1876, când a fost introdus sistemul modern al finanțelor publice, care s-a gândit și a înfăptuit o reorganizare pe baze moderne a aparatului fiscal de stat.:p. X

### Primar al Bucureștilor - 1907-1911

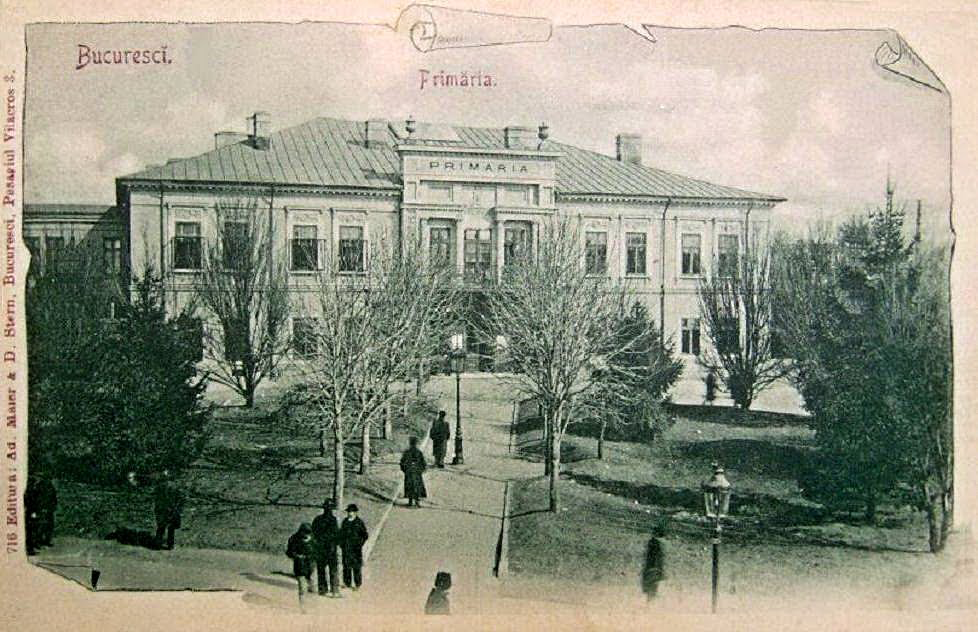
Vechiul sediu al Primăriei Capitalei din Casa Hagi Moscu, situat pe strada Colței, cam în locul Teatrului Național de astăzi. Clădirea a fost demolată în 1912.

În iunie 1907 Vintilă Brătianu era ales primar al Bucureștilor, funcție pe care a ocupat-o până la 10 februarie 1910. Obiectivul afirmat cu care a venit la primărie era unul ambițios: satisfacerea intereselor cetățenilor, cu dreptate, celeritate și fără influențe din exterior.:p. 90
Vintilă și-a început mandatul prin a pune ordine în sediul primăriei. A impus respectarea cu strictețe a programului de lucru de către întreg personalul, începând cu sine însuși. Birourile, care altădată mișunau toată ziua de solicitatori de tot felul au fost închise pentru public, cu excepția unor perioade bine stabilite pentru lucrul cu cetățenii.:p. 114
Vintilă Brătianu a înțeles că o administrație publică eficientă are nevoie de un aparat funcționăresc bine selecționat și de aceea una dintre primele sale măsuri a fost aceea de a impune cerințe minime de studii la numirea și promovarea funcționarilor publici. A impus șefilor de servicii să-și susțină și să-și asume soluțiile pe care le prezentau în documentele promovate, refuzând să aprobe memoriile care se încheiau cu formula tradițională de până atunci, „rugăm a decide ce veți crede de cuviință”.:pp. 92-93
Pe timpul mandatului lui Vintilă Brătianu au fost adoptate o serie de importante reglementări comunale, cum ar fi: regulamentul pentru construcții, regulamentul pentru instalațiile interioare de apă, canal, electricitate, regulamentul pentru vânzarea și fabricarea pâinii și franzelei sau regulamentul serviciului ridicării gunoaielor.:p. 112:p. 175

#### Finanțele publice comunale
Pentru întreaga perioadă în care a fost primar, Vintilă Brătianu a urmărit întocmirea unor bugete echilibrate, bazate pe venituri reale și pe cheltuieli și investiții strict necesare. Pe baza acestor bugete și a disponibilităților din împrumuturile realizate de Primăria Capitalei în anii anteriori, a fost întocmit un program de lucrări publice pe care a urmărit să fie respectat cât mai strict posibil.
Pentru a asigura o încasare eficientă și regulată a veniturilor, a dispus înființarea percepțiile comunale, separând încasarea veniturilor locale de cele încasate prin administrația financiară a statului.:p. 94

#### Sistematizarea Capitalei
De-a lungul istoriei sale, Bucureștii s-au dezvoltat la întâmplare, fără un plan de sistematizare care să fie respectat atât de organele comunale cât și de cetățeni. Construcțiile s-au făcut după bunul plac al proprietarilor și nu era rară situația când chiar străzi erau deschise după interesul propriu al acestora. Astfel, într-o ședință a Consiliului Comunal București din 1895, se arăta că la marginea orașului se aflau moșiile câtorva mari proprietari, care nu agreau proiectul de lege privind periferia orașului deoarece „ar fi privați de specula ce fac astăzi prin transformarea locurilor lor, odinioară pentru agricultură, în loturi parcelate, deschizând pe dânsele strade din cele mai insalubre, fără nici o autorizație și fără a se conforma regulelor Comunale”.
Pentru a pune capăt acestei situații în 1894 fusese adoptată Legea pentru organizarea comunelor urbane, care la art. 94 prevedea obligația ca toate orașele țării să aibă aprobate planurile de alinieri tuturor străzilor, până în 1898.:p. 7

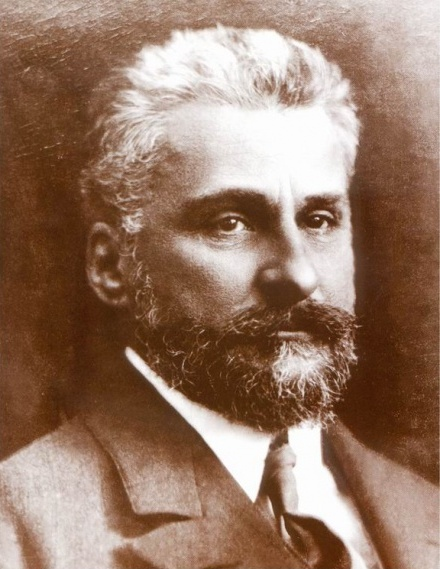
Vintilă Brătianu

Niciuna din prevederilor acestei legi importante nu fost însă pusă în aplicare de administrațiile succesive, astfel încât în 1907, când Vintilă Brătianu a fost ales primar, acesta avea să constate că nu fusese cumpărat nici un teren, iar cartierele mărginașe: Floreasca, Tei, Între Vii, Balta Albă, Dudești-Cioplea, Rahovei, Ghencea, Panduri, fuseseră umplute cu locuințe insalubre și  fără acces la utilitățile edilitare.:p. 96
Vintilă Brătianu încheie în 1908 un contract cu Serviciul Geografic al Armatei pentru ridicarea noului plan topografic al orașului.:pp. 96-97 Pe baza acestuia, o comisie tehnică specială a finalizat în anul 1911 primul plan de sistematizare a Bucureștilor. Liniile generale ale acestui plan prevedeau: crearea de bulevarde circulare și artere radiale, piețe, principiul specializării cartierelor, crearea de parcuri, regularizarea râului Râul Colentina.:p. 169 Erau prevăzute bulevarde circulare și radiale cu lățimi de 18-30 metri iar acolo unde terenul permitea chiar cu lățimi mai mari. Se poate observa că planul trasa marile artere de circulație ale capitalei, care sunt folosite și în prezent.:pp. 30-31 (vezi imaginea alăturată)

#### Infrastructura urbană
Pentru înlesnirea accesului orașului la obținerea de fonduri financiare, prin legea din 1 iunie 1893 era înființată „Casa lucrărilor orașului București”. Această casă a fost mai întâi înzestrată cu 30.000.000 lei, la care se adăuga și prețul locurilor expropriate care se vindeau de către Primărie, precum și 50% din valoarea locurilor virane.
Vintilă Brătianu a dat o nouă viață acestei legi prin promovarea și adoptarea, prin Decretul Regal 1309 din 14 aprilie 1909, a unui articol suplimentar care a autorizat comuna București să emită timp de cinci ani obligațiuni comunale, în valoare nominală de 1.000.000 lei-aur și care putea ajunge până la 1.500.000 lei-aur. Totodată el a dispus întocmirea unui nou regulament de funcționare al Casei, aprobat de Consiliul Comunal la 6 noiembrie 1909.:pp. 170-171
Pe baza acestor noi aranjamente s-au putut începe marile lucrări edilitare: exproprieri, deschideri de bulevarde, canalizare, transport în comun, etc.
Pentru ducerea la îndeplinire a planurilor sale, precum și pentru a limita la minim nevoia de a se recurge la specialiști străini, Vintilă Brătianu dispune înființarea unui serviciu nou în cadrul primăriei, numit „Serviciul lucrări noi, iluminat și tramvaie”, dispunând totodată încadrarea sa numai cu ingineri și arhitecți români tineri, sub conducerea inginerului Radu Ștefănescu. Dintre aceștia pot fi enumerați: arhitectul Dumitru Hârjeu, inginerii Dimitrie Leonida, P. Nemeș sau D. Germani. Sub conducerea acestora s-au executat lucrările publice cele mai importante din timpul mandatului său de primar.:pp. 117-123
Principalele realizări în domeniul infrastructurii urbane ale mandatului lui Vintilă Brătianu au fost:
Modernizarea străzilor și amenajarea spațiilor verzi
Pe timpul lui Vintilă Brătianu a început practic trasarea și sistematizarea arterelor mari ale orașului, precum și pavarea cu piatră cubică a arterelor de penetrație în oraș și a bulevardelor circulare.
„Cât timp nu vom pava cu piatră cubică aceste căi mari de circulație, costul de întreținere va fi foarte ridicat și, în același timp, praful și noroiul nu vor dispare din oraș.:p. 121”—Vintilă Brătianu, Discurs la prezentarea bugetului pe anul 1909 în Consiliul Comunal
Tot el a inițiat programul de construire de trotuare asfaltate în cartierele mărginașe, acordând totodată o atenție deosebită creării unui ambient plăcut în București, prin crearea și dezvoltarea zonelor verzi. În această perioadă au fost plantați  peste 50.000 de arbori ornamentali și a fost înființată pepiniera arboricolă de la Grozăvești.:p. 110
Construcții de interes public

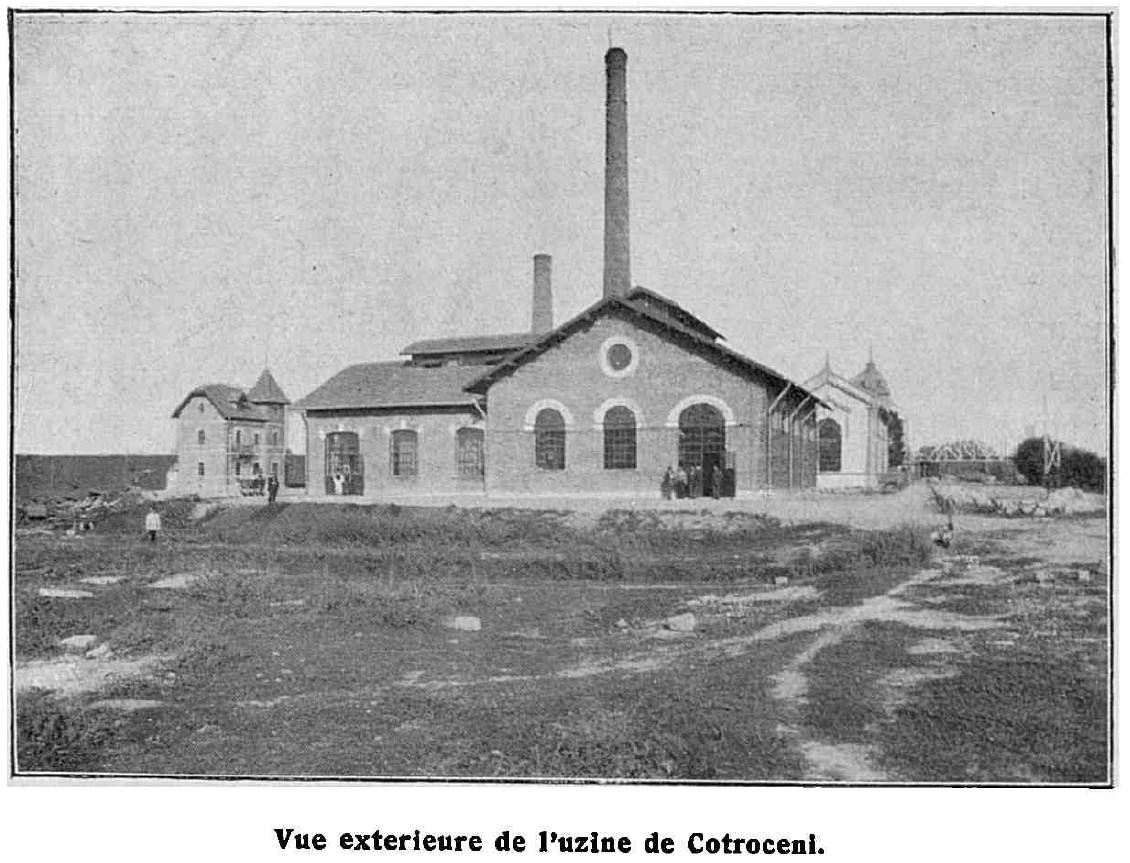
Imagine a Uzinei Electrice Comunale de la Grozăvești

Pe timpul mandatului lui Vintilă Brătianu, zestrea edilitară a capitalei s-a îmbogățit cu o serie de construcții de utilitate publică cum ar fi: noua Uzină Electrică Comunală (de la Grozăvești), Uzina de Gaz pentru cartierele Grivița și Tei (inițiere proiect), Atelierele Comunale și Parcul de Vehicule sau noul Abator Comunal. Tot acum au mai fost construite Fabrica de gheață și frigorifere (în subsolul Halelor Ghica), hale alimentare (Hala Obor) sau crematorii.:pp. 128-129
Școala s-a bucurat de o atenție deosebită din partea sa, pe timpul cât Vintilă Brătianu a condus Primăria Capitalei s-au construit un număr de 4 școli primare, și anume: în strada Elefterescu (la intersecția șoselelor Basarab cu Grozăvești), în Colentina (la Manutanța de Pâine), în Grant (Regie) și în Ghencea. Acestea au fost printre primele școli primare moderne construite, fiecare din ele fiind prevăzută cu sală de dușuri și sală de mese.:p. 111:p. 182
Transportul public
La 10 ani de la aducerea automobilului în România erau înscrise în București 1.234 de mașini. În 1904 este adus din Germania primul autobuz destinat transportului de persoane. În 1910 exista o singură linie de autobuze, Gară-Centru, care avea în circulație 2 autobuze.
În 1909 se înființează o nouă societate de tramvaie (S.T.B.) care avea sarcina principală de a electrifica în trei ani traseele pe arterele principale ale orașului. Concomitent au continuat să funcționezeși vagoanele de tramvai trase de cai. Conform statisticilor, în 1910 existau 14 km de linie electrică și 21 de km de linie cu cai.
Alimentarea cu apă

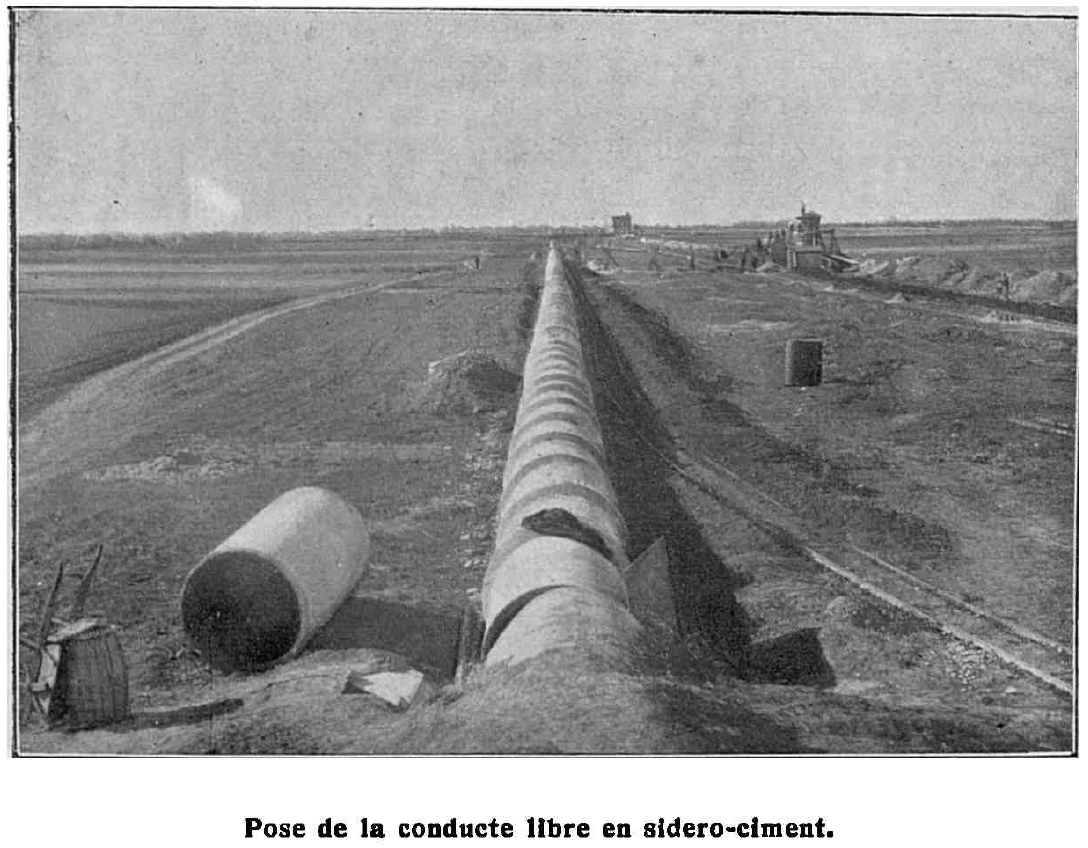
Realizarea alimentării cu apă a Capitalei

În acest domeniu, principalele realizări ale lui Vintilă Brătianu sunt:
- Terminarea captării de apă de la Ulmi. Noua captare asigura peste 40.000 m3/zi constituind, prin ansamblul lucrărilor, cea mai dezvoltată captare de apă subterană din țară, la momentul respectiv.[40]
- Sporirea debitului de apă și contorizarea consumului. Când Vintilă Brătianu a devenit primar, taxarea consumului de apă se făcea în funcție de numărul camerelor unei locuințe, fără a se ține seama de consum. Primaria a inițiat un proiect pentru introducerea și generalizarea contorizării consumurilor. Un nou regulament, aprobat de Consiliul Comunal la 19 iunie 1908 stipula obligativitatea introducerii apei și a canalizării de către locuitorii orașului.[41]
- Canalizarea și nivelmentul de precizie al orașului. La sosirea lui Vintilă Brătianu la Primăria Capitalei, sistemul de canalizare al Bucureștilor era practic inexistent, limitându-se la două colectoare pe splaiul Dâmboviței. Vintilă Brătianu a dispus întocmirea unui studiu detaliat privind canalizarea Bucureștilor, ocazie cu care s-a făcut și primul nivelment de precizie al orașului și regiunii înconjurătoare. Noul proiect prevedea și o stație de epurare prevăzută a fi construită în zona Cioplea-Dudești, precum și rectificarea râului Colentina. Pe baza acestui proiect s-a dezvoltat sistemul de canalizare al orașului, în perioada interbelică.[35]:pp. 129-130

Iluminatul public
Chestiunea iluminatului public al capitalei fusese tranșată chiar în anul premergător instalării lui Vintilă Brătianu la Primăria Bucureștilor (1906), prin concesionarea acestui serviciu, pentru o perioadă de 40 de ani către Societatea de Gaz și Electricitate. Concesiunea a fost aprobată de către Consiliul Comunal (dominat de Partidul Conservator) la propunerea primarului conservator Mihail G. Cantacuzino.
Vintilă Brătianu s-a găsit astfel în fața unui contract cu care nu fusese de acord, dar pe care era obligat să îl aplice cu rigurozitate. Dar el nu s-a limitat la atât ci a căutat ca, folosindu-se de lacunele și limitele acestui contract de concesiune, să pună bazele dezvoltării unui sistem modern de iluminat public, sub controlul autorităților comunale.
În anul 1910, la încheierea mandatului lui Vintilă Brătianu, situația iluminatului public se prezenta astfel: dintr-un total de 1.283 de străzi existente, 1.149 erau iluminate rămânând numai 134 de străzi, la periferie, care nu aveau iluminat public.:pp. 380-382
Sistemul sanitar comunal
Una din preocupările majore ale lui Vintilă Brătianu, în toate funcțiile publice pe care le-a deținut, a constituit-o îmbunătățirea stării precare de igienă publică și îmbunătățire a sistemului sanitar public. La intrarea sa în funcție, sistemul public de sănătate al comunei dispunea doar de 3 dispensare (pe străzile General Cernat, Ferari și Tăbăcari).:p. 354
Între 1907-1910 s-au construit 6 dispensare noi, dintre care 3 exclusiv din fonduri comunale, printr-o investiție de 42.182 lei. În același timp au fost investiți alți 36.870 lei pentru modernizarea celor 3 dispensare existente prin: executarea de lucrări de nivelare și îngrădire a incintelor, turnarea de trotuare asfaltate, executarea de branșamente de utilități, achiziționarea de mobilier specific și aparatură, etc.:p. 111:p. 354

#### Construcția de locuințe
Procesul de industrializare și urbanizare de la începutul secolului XX a determinat o creștere rapidă a populației Bucureștilor, punând autoritățile în situația de a găsi soluții eficiente și pe termen lung la problemele noi apărute, generate de acest proces.
Vintilă Brătianu s-a dovedit și în acest domeniu un primar cu viziune, propunând pentru prima dată un set de soluții integrate menite să faciliteze o dezvoltare echilibrată și durabilă a Bucureștilor. Concepția sa era de a „amenaja mai bine cartierele mărginașe, dându-le strade bune și pavate, apă, canal, lumină, școale și piețe de alimentare în apropiere, grădini și, în acelaș timp, putința ca, printr-un mijloc de transport repede și ieftin, locuitorii acestor cartiere să poată merge cu înlesnire la ocupațiile lor zilnice, în ateliere, prăvălii, fabrici sau birouri.”:pp. 27-28
Consiliul Comunal a hotărât în 1908 să fie demarate lucrările de ridicare a primului ansamblu de locuințe sociale pe strada Lânăriei, lângă Parcul Carol, locuințe care vor fi date în primire noilor locatari la sfârșitul anului 1909.

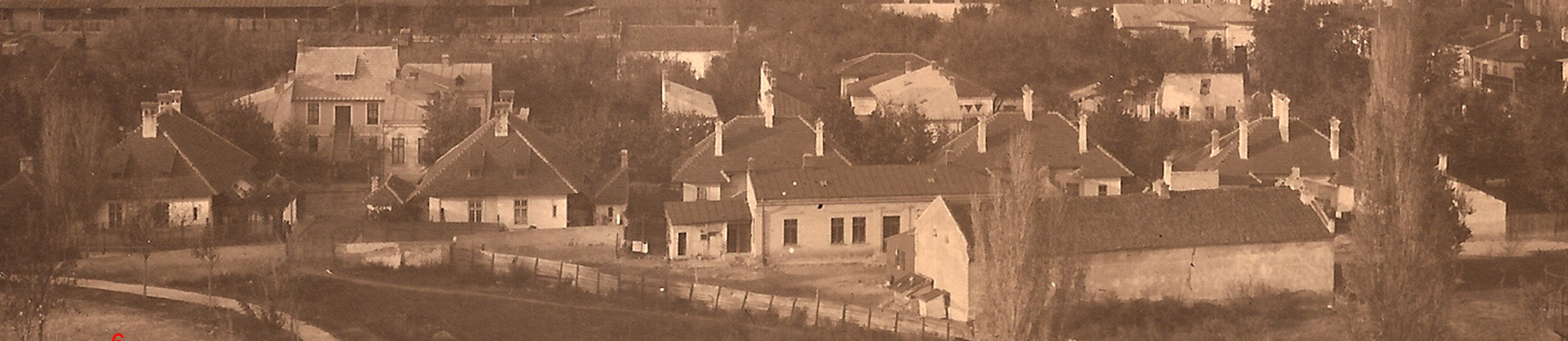
Primul ansamblul de locuințe sociale construite de Societatea Comunala de Locuințe Ieftine,în strada Lânăriei, la 1909, pe timpul primarului Vintilă Brătianu

Tot în această perioadă au început să fie construite primele cartiere de lux, în noile zone rezidențiale, special destinate: Șoseaua Kisselef, șoseaua Bonaparte (Dorobanți) sau șoseaua Jianu (Aviatorilor).
Proiectul cel mai important al mandatului lui Vintilă Brătianu s-a numit „Blocul de Vile și Grădina Publică Ioanid”. Vilele de aici au fost realizate de arhitecți cunoscuți precum Petre Antonescu, Ion Berindei, Grigore Cerchez, Ernest Doneaud, Ion Mincu, Paul Smărăndescu etc.

### Ministru de război (1916-1917) și ministrul materialelor de război (1917-1918)
Odată cu intrarea României în Primul Război Mondial, Vintilă Brătianu avea să fie numit de Ionel Brătianu în locul său la conducerea Ministerului de Război. Guvernul avea să rămână în această formulă până la finalizarea retragerii în Moldova, la 10 decembrie 1916.:pp. 129-130
Motivația acestei alegeri este prezentată de Ion G. Duca astfel: „Pe la 12 s-a dus la Palat cu Vintilă Brătianu, care trebuia să intre în guvern ca ministru de război și urma, deci, să depună legiuitul jurământ. Această numire fusese din vreme hotărâtă și era foarte binevenită. Ion I.C. Brătianu, omul marilor concepții și marilor hotărâri, nu era omul muncii metodice și migăloase, acuma era trebuință deci, la ministerul de război, mai mult decât oricând, de o muncă de amănunt și de fiecare clipă. Pe de altă parte, până în ajunul războiului munca aceasta de birou o făcuse generalul Iliescu, ori dânsul trecuse din momentul mobilizării la Marele Cartier General. Să facă de acuma Ionel Brătianu munca lui era o imposibilitate și să caute un secretar general care să-l înlocuiască, era greu.
Din toate punctele de vedere numirea unui nou titular la ministerul de război se impunea deci, și, prin puterea lui de muncă, prin însușirile sale gospodărești, nimeni altul nu era mai indicat decât Vintilă Brătianu. Vreme îndelungată, deși avea conștiința nedreptății pe care o săvârșea, Ionel Brătianu refuzase să încredințeze fratelui său un portofoliu, ca nu cumva să fie învinuit că prezidează o formațiune de familie. Acuma desemnarea aproape generală a lui Vintilă Brătianu ca titular al războiului nimicise ultimele sale scrupule și fapt este că rareori o numire ministerială a fost întâmpinată cu o mai unanimă aprobare. Și astfel Vintilă Brătianu, la vârsta de aproape 50 de ani, a devenit pentru prima oară ministru”.:pp. 10-11

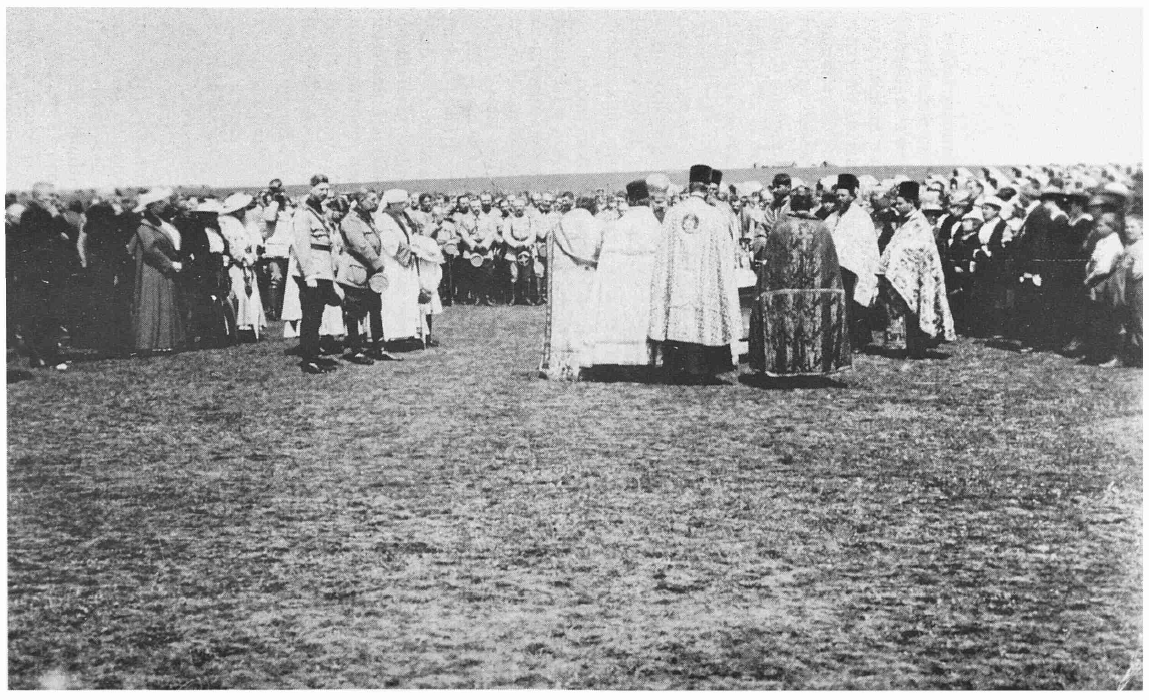
Familia regală și Guvernul la sărbătorirea zilei de 10 mai 1917, la Iași

Despre calitățile de care a dat dovadă în acei ani dificili pentru țară, Nicolae Iorga scria: „Ministru de Război era Vintilă Brătianu, excelent administrator, perfect contabil, om de muncă fără preget”. Cât a fost ministru Vintilă I. C. Brătianu s-a preocupat în rezolvarea problemelor care țineau de dotarea și aprovizionarea armatei române cu alimente, echipamente, armament și muniții.
În noiembrie 1916, Ionel Brătianu a însărcinat pe fiecare ministru să analizeze amănunțit nevoile ministerelor conduse, în vederea unei posibile evacuări în Moldova și să dispună măsurile pregătitoare necesare fără întârziere. Numai două ministere urmau să fie evacuate în întregimea lor, Ministerul de Război și Ministerul Afacerilor Străine, celelalte urmând a evacua numai acele departamente necesare pentru bunul mers al războiului.
Vintilă Brătianu luase din timp și cu discreție aceste măsuri, încă de când frontul a fost rupt la Jiu, în practică principalele stabilimente militare, precum și principalele depozite ale armatei, fiind deja redislocate în Moldova. Acolo se concentrau și aprovizionările și depozitele de tot felul, atât pentru trupă, cât și pentru populația civilă. Prin urmare, atunci când a fost decisă evacuarea, puține măsuri mai rămăseseră de luat.:p. 63
Pe timpul refugiului de la Iași, Vintilă Brătianu a locuit, împreună cu alți membri ai guvernului, la Mitropolia Moldovei. 
„Lângă mine, Vintilă Brătianu ocupa o mică odăiță, precedată de un mic coridor, unde erau depozitate o ladă modestă și două geamantane, tot ce luase acest atotputernic ministru cu el în refugiu, în timp ce calomniatorii l-au învinuit pe urmă că în mijlocul dezastrului cărase în Moldova trenuri întregi de butoaie cu vin și tot felul de alte avuții. Chilia sa de monah se potrivea de minune cu acea latură de ascetism a firii lui Vintilă Brătianu, care pe lângă grele răspunderi legate de sarcina ministrului de război, suferea cumplit de pe urma despărțirii de nevastă și copilul său, precum și de lipsa oricărei știri despre soarta lor în Bucureștii ocupați. Sub aerele lui severe lumea nu va ști niciodată ce inimă sensibilă, delicată și profund sentimentală se ascundea în Vintilă Brătianu.:pp. 91-92”—Ion G. Duca - Amintiri Politice
Perioada refacerii armatei romane în Moldova, participarea acesteia la luptele eroice din vara anului 1917 încheiate cu victoriile de la Mărăști, Mărășești și Oituz, au reprezentat și pentru Vintilă Brătianu un important test pentru verificarea capacității sale de organizare și soluționare a numeroase probleme pe care le ridicau nevoile frontului. A fost constant prezent acolo unde trebuie să observe, să decidă, să ofere soluții și să rezolve cerințele presante izvorâte din starea de război.
Mandatul lui Vintilă Brătianu la conducerea Ministerului de Război nu a fost lipsit de asperități și situații dificile, generate în special de condițiile precare ale refugiului și evoluția situației de pe front. Militarii tindeau să ignore conducerea politică, ceea ce în condițiile izbucnirii revoluției din Rusia, putea deveni un lucru foarte periculos. 
Un astfel de episod l-a reprezentat conflictul violent dintre generalul Constantin Prezan, șeful Marelui Cartier General, și George Mârzescu, ministrul agriculturii și domeniilor.
Cantonat la Bârlad, Prezan dăduse ordin ca trupele să se aprovizioneze oriunde interesele lor ar cere-o, fără a ține seamă de dispozițiunile autorităților și de nevoile populației civile. În replică, Mârzescu a telegrafiat autorităților civile că ordinul generalului Prezan nu trebuie luat în considerare, lucru pe care Prezan l-a primit cu indignare și amenințări, influențat fiind și de soția sa, Olga, ostilă Brătienilor. În cele din urmă Vintilă Brătianu, împreună cu ministrul de interne, Alecu Constantinescu s-au deplasat de urgență la sediul Marelui Cartier General, restabilindu-se ordinea și punând lucrurile în făgașul lor firesc.:p. 117
Un alt moment extrem de tensionat și care ar fi putut avea consecințe dezastruoase pentru soarta războiului l-a constituit dezertarea la inamic, la 6 februarie 1917, a comandantului Brigăzii 7 Mixte, colonelul Alexandru D. Sturdza, fiul fostului președinte al Partidului Național Liberal, Dimitrie A. Sturdza.
„Cu Sturdza chestiunea a fost din toate punctele de vedere mult mai dureroasă, îmi aduc aminte și acum că fiind la Mitropolie vecin cu Vintilă Brătianu el mă cheamă într-o seară și cu figura descompusă îmi spune: „Mă vezi așa de tulburat fiindcă am aflat un lucru pe care nu îl pot crede și care, dacă ar fi cumva adevărat, ar fi prea oribili [...] Închipuiește-ți, cei de la Marele Cartier pretind că Alexandru Sturdza a trecut la inamic. [...] Germanofil îl știam și, având în vedere educația și lungul său stagiu în armata germană, pricepeam simțămintele lui, dar să-și trădeze țara, el un om care a fost o viață întreagă personificarea cinstei și a scrupulozității morale, el fiul lui Mitică Sturdza, asta nu se poate, nu se poate, este o greșeală, o răzbunare. La gândul numai că ar putea fi adevărat [...] mintea îmi stă în loc!”:pp. 130-131”—Ion G. Duca - Amintiri Politice
Vintilă Brătianu a apărat interesele și demnitatea statului român și în relațiile cu aliații ruși și francezi.:p. 376
Un astfel de moment s-a petrecut pe timpul vizitei la Iași a generalului rus Kianofski, comandantul militar teritorial al frontului de vest, cu reședința la Odessa, care la sosire a pretins ca pentru a discuta cererilor părții române, ministrul materialelor de război să vină la vagonul său personal.
Vintilă Brătianu i-a răspuns „că pentru stima și demnitatea funcțiunei și gradului ce are acel trimis nu-i poate satisface dorința. Este de datoria generalului, ca funcționar al unui stat aliat, să se prezinte, cum desigur are ordin, ministrului unui stat independent”. Ceea ce generalul rus a și făcut.:p. 376
La 7/30 iunie 1917, Vintilă Brătianu, în calitate de ministru de război, alături de conducerea militară a Armatei (generalii Prezan, Cristescu, Vlădescu, Vasilescu, Petala, etc.), întâmpină pe peronul gării din Iași cel dintâi batalion de voluntari ardeleni și bucovineni, compus din 1.500 de oameni.
La 10 iulie 1917 a avut loc o remaniere guvernamentală, prin cooptarea la guvernare a Partidului Conservator-Democrat condus de Take Ionescu.
Ministerul de Război a fost împărțit în două: Ministerul de Război propriu-zis, în fruntea căruia era promovat generalul Constantin Iancovescu fostul secretar general al ministerului, și Ministerul Materialelor de Război, a cărui conducere a preluat-o Vintilă Brătianu.:pp. 131

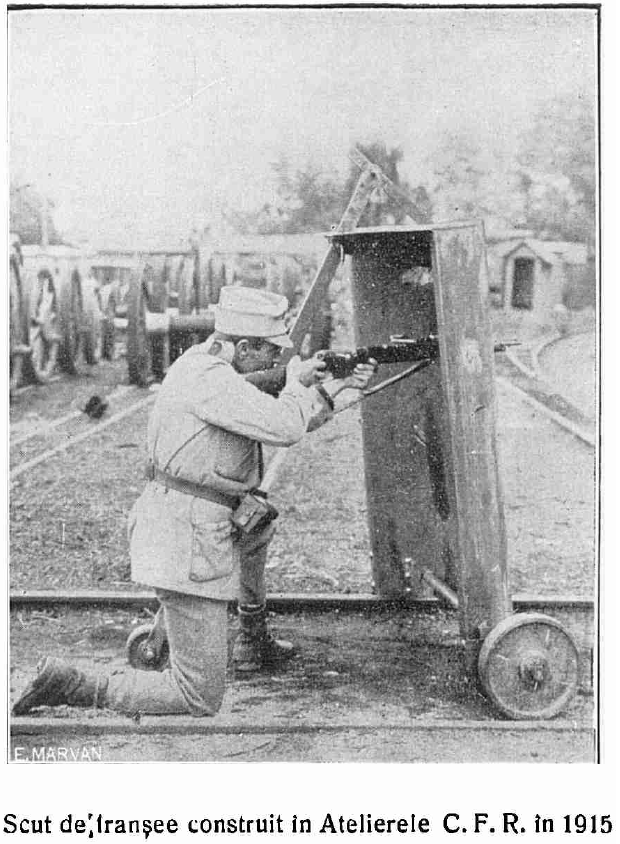
Scut de tranșee construit în timpul primului război mondial

De fapt, unica concesie reală pe care Brătianu o făcuse conservatorilor era plecarea fratelui său de la Ministerul de Război. Take Ionescu și susținătorii săi îl atacau în surdină pe Vintilă, acuzându-l că nu conduce ministerul suficient de energic, focalizându-se pe problematica asigurării materiale și neglijând importanța moralului luptătorilor, reproșându-i totodată că este prea birocrat și prea intransigent.
Învinuirile erau mai curând politicianiste, Marele Cartier General fiind structura însărcinată cu menținerea moralului trupei, lucru făcut de altfel foarte bine, dovadă fiind atât victoriile militare din vara lui 1917 cât și rezistența soldaților români la agitația bolșevică. Principala obligație a Ministerului de Război era să vegheze ca armata să aibă toate cele necesare, ceea ce nu era lucru ușor în condițiile refugiului în Moldova. Vintilă Brătianu reușise să ducă la îndeplinire aceată sarcină, în limita posibilităților momentului, printr-un efort tenace, de multe ori anonim și lipsit de spectaculozitate, care putea părea din exterior un proces birocratic și lipsit de rezultate notabile.
Această stare de lucruri avea să fie recunoscută chiar și de adversarii săi politici. Astfel Nicolae Iorga, criticând lipsa de energie a unor membri ai guvernului refugiat la Iași, le contrapunea o excepție: „Vintilă Brătianu în sfârșit, își îndeplinește cu o perfectă conștiinciozitate de bătrân birocrat îndatoririle exterioare”. Iar generalul Averescu afirma în 1920 că „Aveam în capul Ministerului de Război un civil [Vintilă I. C. Brătianu n.n]. Dacă i se poate pune în sarcină însușirea oricărei lucrări emanate de la organele militare, dacă i se poate pune în sarcină răspunderea alegerii colaboratorilor și sfătuitorilor lui, nu-i mai puțin adevărat că ministrul nu a putut să vadă situația militară decât prin prisma colaboratorilor care au alcătuit, de fapt, planul și cărora trebuie să le revină partea lor de răspundere".
Cauza adâncă a ostilității conservatorilor era de fapt antipatia pe care Vintilă Brătianu și rezultatele sale le-o inspira, și pe care nu se străduiau să o ascundă.:p. 190

### Ministru de finanțe - 1922-1926 și 1927
La 19 ianuarie 1926 se constituie guvernul liberal condus de președintele partidului, Ion I. C. Brătianu, guvern ce avea să rămână la putere până la 27 martie 1926. În acest guvern, Vintilă Brătianu va ocupa funcția de ministru de finanțe.:p. 132
Noua guvernare liberală, afirmându-și programatic hotărârea de a aplica politica „Prin Noi Înșine” și-a fixat un cadru și obiective moderate, care reflectau atât raportul de forțe dintre ea și finanța liberală cât și intenția de a „colabora” în continuare cu capitalul străin. Obiectivul urmărit nu era eliminarea acestuia ci asigurarea unui rol precumpănitor pentru capitalul românesc.
În acest guvern I.C. Brătianu a dat depline puteri lui Vintilă Brătianu în domeniile organizării de stat, economic și financiar, ceea ce a asigurat o viziune integrată și coerentă a acțiunii guvernamentale din această perioadă.
Nicolae Iorga îl considera pe Vintilă Brătianu ca fiind „adevăratul șef al Guvernului, născocitorul de legi și întreprinderi, dominat de ideea de a crea noua viață economică a României și de a-i așeza în frunte partidul său”.:p. 452

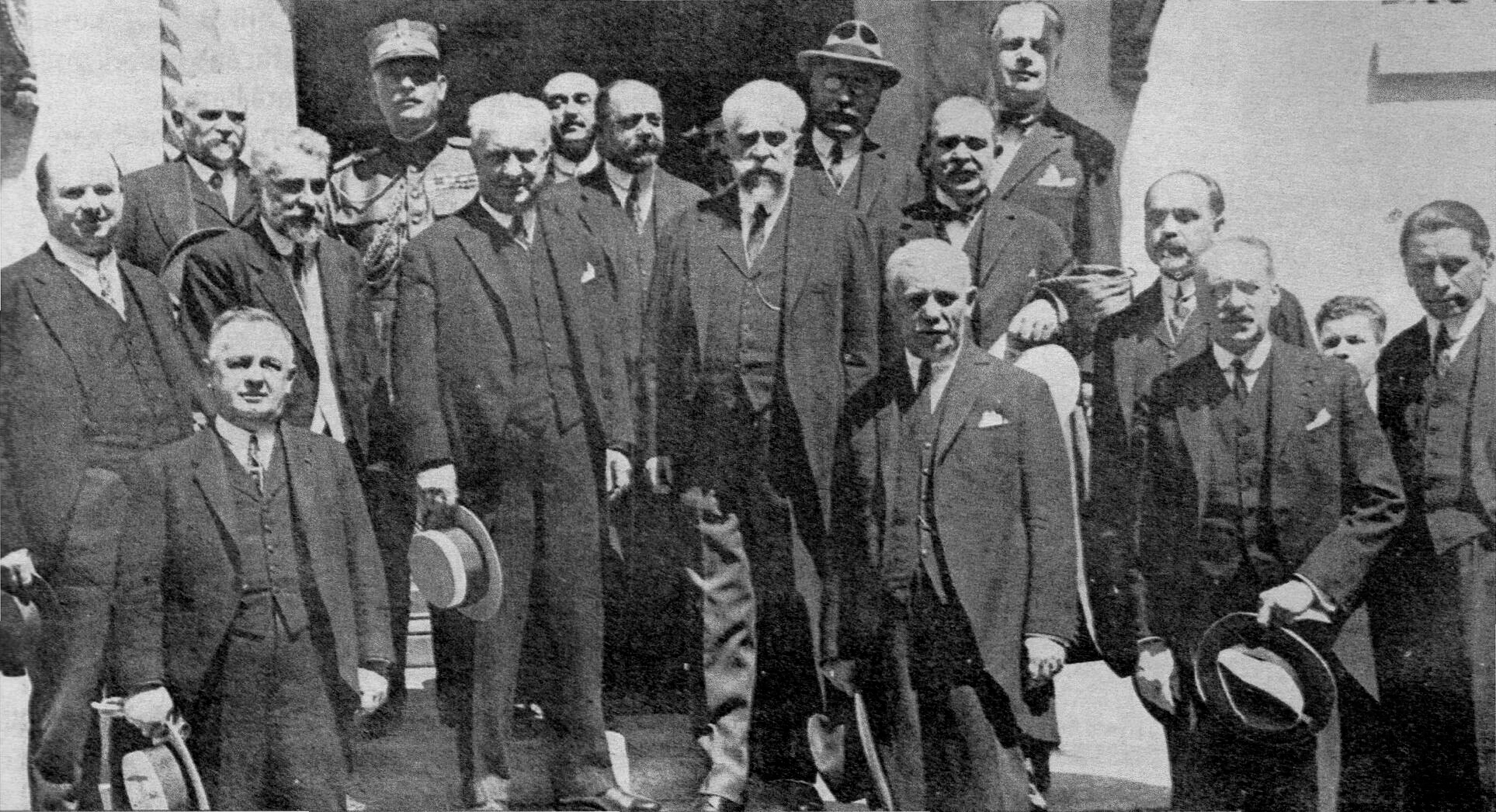
1927 - Membrii ultimului guvern Ion I.C. Brătianu

La preluarea mandatului, țara se găsea într-o situație economică și financiară foarte precară, caracterizată prin: existența unui un buget dezechilibrat și alimentarea lui artificială și dăunătoare, prin apelul continuu la emisiunea Băncii Naționale, prăbușirea continuă și inevitabilă a leului, datorii flotante interne și externe, ajunse la scadență și neplătite, nereluarea plății cuponului și a amortizării datoriei consolidate dinainte de război sau imposibilitatea de a satisface nevoile curente ale serviciilor publice.
Dezorganizarea serviciilor publice și a finanțelor condusese și la dezorganizarea aparatului administrativ. Dezechilibrul bugetar și scumpirea continuă a traiului, nu numai că scăzuse mijloacele reale ce se puneau la dispoziția funcționarilor statului, dar făceau imposibilă chiar plata unor salarii reduse.:p. IV
Sub conducerea lui Vintilă Brătianu Ministerul de Finanțe a acționat având la bază o concepție unitară, clar formulată și urmată cu perseverență, bazată pe șase piloni de bază: politica bugetară, politica fiscală, politica creditului public, crearea cadrului legislativ, normalizarea mecanismelor economico-financiare și dezvoltarea sectorului public.:pp. 165-167
„Politica financiară dusă în perioada 1922—1926 a fost o politică de bună gospodărie a averii statului, de economisire a banului public, de cruțare a veniturilor contribuabililor, de îndrumare a economiei naționale, de sporire a producției, de organizare a aparatului fiscal, de consolidare a datoriei flotante, de fixare și înscriere definitivă în buget a datoriei publice a Statului și de plata lor regulată la scadență; de plata la zi a salariilor funcționarilor, de repunerea în funcțiune a mecanismului economic al statului, o politică de refacere, de construcție, și de întărire prin excedentele însemnate date de bugetele de la 1922—1926.

Această politică a dus la restabilirea creditului țării înăuntru și în afară.
Nu cunosc o altă țară care să fi făcut un efort asemuitor, după un război crâncen ce a purtat, după o ocupație dușmană de aproape 2 ani și după o secătuire, ca aceea la care a fost supusă Țara Românească.
Și toate s-au făcut fără nici un împrumut din afară, ci numai prin mijloacele și suferințele noastre, grație unei politici de prevedere și patriotică, condusă de o minte luminată și o mână puternică, Vintilă Brătianu.:p. 459”—Dimitrie Gheorghiu, Politica financiară între 1922-1926
Politica bugetară

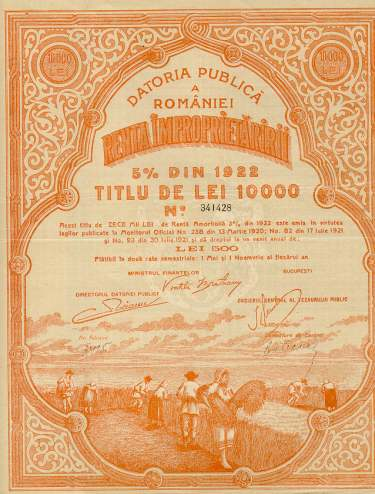
Titlu de stat din Renta Împroprietăriri din anul 1922. Este semnat de Vintilă Brătianu ca ministru de finanțe

Situația bugetară preluată de Vintilă Brătianu era una dezastruoasă. Țara era în al patrulea an în care nu se reușise întocmirea unui buget ordinar, fiecare exercițiu financiar terminându-se cu deficite enorme (peste 150% față de veniturile realizate). Inflația și datoria publică erau și ele scăpate de sub control.
Modul de întocmire și gestionare a resurselor bugetare fusese determinat de o serie de factori interni și externi, cum ar fi:
- Schimbările intervenite în organizarea statului, datorate atât înfăptuirii României Mari cât și din prefacerilor rezultate din reformele interne;
- Starea de nesiguranță în regiune, resimțită încă și după terminarea războiului;
- Servituțile financiare rezultate în urma efortului de război;
- Emisiunea inflaționistă de monedă, consecință a războiului, a unificării și a dezechilibrului valutar, ce a adus la sporirea în mod brusc și anormal, a angajamentelor externe.[57]:p. 167

Vintilă Brătianu a înțeles că o astfel de situație nu mai putea să continue, fără a nu pune în pericol însăși bazele statului, care putea conduce la o paralizare cvasi-completă a vieții economice. În acest scop el a trecut la reorganizarea bazelor pe care era construit bugetul public, pornind în planificare de la nivelul cheltuielilor efectiv realizate în anul precedent și păstrând cheltuielile generale ale statului la același nivel. S-a mai prevăzut ca veniturile excedentare posibile să nu fie angajate decât în măsura realizării lor efective.
Această metodă avea să fie folosită în toți anii următori, fapt ccare a dus la o creștere de peste 4 ori a încasărilor la buget în următorii 3 ani, aceasta fiind practic singura perioadă în care România Mare avea să aibă excedente bugetare.:pp. 170-171
Prin aplicarea consecventă a unei politici bugetare prudente și riguroase s-a reușit ca la sfârșitul marii guvernări liberale să se obțină o seamă de realizări cum ar fi: bugete echilibrate și excedentare, o mai bună organizare a serviciilor publice aducătoare de venituri, asigurarea de venituri suficiente pentru funcționarea statului fără recurgerea la emisiunea monetară, punerea la punct a serviciului datoriei publice și stoparea inflației.
Politica fiscală
Vintilă Brătianu considera că o consolidare financiară nu se poate concepe fără asigurarea unor surse de venituri, care să alimenteze, în mod continuu, nevoile tot mai mari și mai urgente ale țării, fără a impune totuși contribuabililor sarcini prea grele și fără a amenința venitul general al țării.
S-a început cu reforma impozitelor directe, înfăptuită în 1923, urmărind realizarea unificării regimurilor diferite de impunere, precum și egalizarea sarcinilor fiscale pe tot teritoriul național.:p. 185
Alături de aceasta au fost implementate o serie întreagă de reglementări cu caracter fiscal, menite să ducă la consolidarea sistemului de venituri ale statului, cum ar fi: legea timbrului și a impozitului pe acte și fapte juridice, introducerea impozitului pe supra-valoarea bunurilor imobiliare, reformarea sistemului de taxare a băuturilor alcoolice, așezarea monopolurilor statului pe o bază mai comercială și cu randament sporit sau diversificarea surselor de venit.:pp. 186-187
Politica creditului public
La venirea lui Vintilă Brătianu în fruntea Ministerului de Finanțe, cea mai mare parte din datoria statului nu era nici regulată, nici consolidată, multe din angajamentele flotante fiind ajunse la scadență. A reușit treptat să le ordoneze, să le consolideze pe termen lung, și să le asigure plata, ca dobânzi și amortismente, cu regularitate și punctualitate.
Principalele măsuri de reglementare a creditului intern au constat în: ștampilarea și consolidarea titlurilor de stat de dinainte de război, consolidarea datoriilor flotante în bonuri de tezaur, consolidarea creanțelor speciale, acoperirea creanțelor interne, reglementarea angajamentului datoriei flotante la Banca Națională, reglementarea finanțării exproprierii și reglementarea datoriilor inter-aliate din timpul războiului.
Acest efort nu ar fi fost posibil fără asigurarea unor surse de venituri organizate în mod serios. Astfel sumele alocate de la bugetul statului pentru serviciul datoriei publice interne și externe au crescut de peste 20 de ori din 1922 până în 1926.:pp. 187-196
Crearea cadrului legislativ
Măsurile legislative care au contribuit la avântul economic din perioada 1922-1924 pot fi grupate în trei mari categorii: legislația cu privire la dezvoltarea industriei, legislația referitoare la tarifele vamale și măsuri protecționiste și legislația cu privire la politica de finanțare și credit pentru ramurile economiei naționale
Principalele legi cu caracter fiscal adoptate de guvernările liberale au fost: Legea pentru unificarea contribuțiunilor directe și pentru înființarea impozitului pe venitul global, Legea privind impozitul asupra luxului și cifrei de afaceri, Legea asupra producției și desfacerea spirtului și băuturilor spirtoase, Legea timbrului și a impozitului pe acte și fapte juridice, Legea pentru așezarea și administrarea impozitelor asupra spectacolelor publice, Legea pensiilor, Statutul funcționarilor  publici, Legea privind reforma Băncii Naționale, Legislația privind tarifele vamale, Legea privind organizarea Ministerului de Finanțe.

### Președintele Consiliului de Miniștri - 1927-1928
La 24 noiembrie 1927, a încetat din viață, în urma unei laringite infecțioase, primul ministru al României Ion I.C. Brătianu, „om care  a făcut parte din acei oameni predestinați pe care Emerson i-a numit sarea pământului și despre care Carlyle spunea că au primit de la naștere un mesaj din partea providenței, pentru a-l transmite concetățenilor lor”. Omul care izbutise să domine cu autoritate scena politică a României timp de un deceniu și jumătate, legându-și numele de Marea Unire și de organizarea statului național unitar român, dispărea pe neașteptate, lăsând în urma sa un mare gol.
Pentru Partidul Național Liberal, aflat la guvernare, se punea cu acuitate problema înlocuirii marelui dispărut, atât la conducerea partidului cât și a guvernului. Ionel Brătianu prevăzuse o astfel de posibilitate, înscriind-o în testamentul său politic. „Socotesc că șefia partidului ți se cuvine dumitale [Ion G. Duca n.n] și cred că, de altfel, lucrul acesta este în asentimentul prietenilor noștri politici, dar, având în vedere serviciile aduse de Vintilă, eu cred că este chiar în interesul dumitale ca dacă, precum este și firesc, eu mor înaintea lui, să-i cedezi locul. Vei veni astfel în fruntea partidului mai târziu, dar cu mai multă experiență și mai multă autoritate”.:pp. 81-83
Astfel, la 24 noiembrie 1927, Vintilă Brătianu a ajuns președintele Consiliului de Miniștri, păstrându-și în continuare și portofoliul de la Ministerul de Finanțe. Restul membrilor guvernului își păstrau portofoliul, sau, după caz, portofoliile.:pp. 133-134 Venirea sa la putere a fost primită încă de la început cu neîncredere de către opinia publică. „Guvernul, care a primit o lovitură atât de cumplită prin moartea lui Ionel Brătianu, s-a reconstituit imediat sub conducerea domnului Vintilă Brătianu. Era firesc, cel mai pios omagiu pe care poți să-l aduci unui scump dispărut este să-i continui opera, în măsura posibilului. Fără nici un gând de polemică - evident n-a sosit timpul pentru asta - vom spune deci că Ionel Brătianu nu poate fi înlocuit de nimeni și că deci, continuarea operei lui așa cum o înțelegea și cum ar fi făcut-o el însuși, nu va fi cu putință” Opoziția, în special Partidul Național Țărănesc, a primit nominalizarea lui Vintilă Brătianu în fruntea guvernului cu ostilitate.
Pentru răsturnarea guvernului Brătianu și preluarea puterii, Partidul Național Țărănesc nu a ezitat să apeleze la orice mijloace de luptă politică, unele aflate la limita jocului democratic sau aparținând partidelor de tip totalitar. S-a început cu proclamarea „rezistenței cetățenești”, definită astfel de către Ion Mihalache: „Vom impune de jos în sus respectul legii, vom pune în neputință pe jandarm să abuzeze de arma sa, pe primar să fure certificate, pe judecător să fure voturi, poliția să împiedice adunările și manifestațiile”.
Este declanșată o campanie susținută de întâlniri și manifestații și marșuri culminând cu cea din 18 martie 1928 când după un marș în București la care au participat circa 50.000 de oameni, Iuliu Maniu s-a prezentat la Regență și a solicitat demiterea imediată a guvernului și numirea sa ca prim ministru, „hic et nunc” (aici și acum). Violența liderului P.N.Ț. l-a supărat până și pe indiferntul principe Nicolae, indignat de rezistența lui Maniu față de orice propunere de soluționare a problemei care nu cuprindea „dominația lui absolută, fără nici o condiție și fără nici o rezervă, ca un biruitor care nu e dispus să discute și să facă tranzacții cu nimeni”.
Regența a refuzat să ia o decizie sub presiune, și a anunțat delegația P.N.Ț. că va delibera și va anunța decizia sa. Discuțiile s-au întins pe mai multe ore în care membrii regenței „au încercat să aducă pe Maniu la o atitudine mai conciliantă. În zadar: el vrea puterea pentru dânsul și imediat”.:pp. 278-279
În seara acelei zile, patriarhul Miron Cristea l-a cheamat pe Maniu la reședința sa, unde i-a reamintit comportamentul duplicitar al liderilor ardeleni ai P.N.Ț.-ului din timpul războiului și că nici un merit personal nu îi îndreptățea pretențiile ridicate public în fața Regenței. 
„Îl chem pe Iuliu Maniu la mine, singur. Îl dojenesc: „Cine ești tu? Ce-ai făcut tu pentru România Mare? În raport cu Averescu, Iorga, Brătianu Ionel? Erai ofițer austriac, luptai contra aliaților României, pe când Averescu s-a luptat cu demnitate pentru dezrobirea noastră [a transilvănenilor n.n.]. Ce economie națională veți salva voi care ați trăit cu 2-3 franci în buzunar (voiam să spun că dacă nu și-a putut avea grijă de situația bănească personală, cum va putea aduce bunăstarea la o țară întreagă). A priceput el. L-am umilit cum trebuie arătându-i că în timpul războiului a depus armele morale ale chestiunii românești. Vaida era „bolnav” în Elveția, Goldiș scria articole ungurești de sociologie teoretică în Aradi Hírlap ca să-l ia sub scutul lor [al ungurilor n.n.] în timpul războiului. Doctorul Vlad spunea în adunarea județului Hunedoara că „numai gunoiul a dezertat în România: Lucaciu, Goga, etc.”. Cehii Massarik, Kramer erau judecați și condamnați la moarte. Voi ați depus armele. Deci fiți modești! Pe ce bază te umfli în pene?””
Umilit de adevărurile spuse cu duritate și direct în față, marele și intransigentul luptător din dimineața zilei a cedat. „I-am zis: «Du-te la masă și scrie!» [continuă Miron Cristea n.n.]. A scris notița la masa mea, în salonul de lângă odaia Reginei”, renunțând practic la tot ce solicitase în public în aceeași zi.
Național-țărăniștii și-au radicalizat discursul și atitudinea. La 6 mai 1928 au organizat o mare adunare la Alba Iulia unde s-a cerut demisia imediată a guvernului Vintilă Brătianu, sau, dacă acesta refuza, executarea unui „marș asupra Bucureștilor” (după modelul lui Mussolini) și răsturnarea prin forță a guvernului. La Alba Iulia se vor aduna „la lumina focurilor înalte, 100.000 de oameni, ca la 1784 sau 1848, strigând «Azi să se schimbe guvernul, azi!», «Murim azi, aici!», «Luăm trenurile cu asalt»”.:pp. 286 Adunarea a declarat guvernul liberal ca anticonstituțional, iar națiunea „în stare legitimă de apărare și îndreptățită la folosirea oricăror mijloace pentru înlăturarea acestui regim”. Încercarea de marș asupra Bucureștilor avea să eșueze lamentabil, în special datorită temei apărute în rândul liderilor P.N.Ț, că nu vor putea controla o astfel de mulțime și că evenimentele ar fi putut scăpa de sub control și degenera.
Pe de altă parte, guvernul încerca să tergiverseze lucrurile în speranța finalizării negocierilor pentru contractarea unui împrumut extern, destinat stabilizării leului, succes care i-ar fi putut reface capitalul politic deja foarte erodat. Eșecul de a obține acest împrumut a silit guvernul liberal condus de Vintilă Brătianu să își depună mandatul, la 3 noiembrie 1928.

## Cariera politică

### Concepția politică
„Eu n-am avut norocul să rămân neclintit, căci doream să mă ocup de gospodăria mea și să practic ingineria. Căci toți m-au forțat să fac politică, pe care n-am iubit-o, știind încă de copil grozăvia suferințelor tatălui meu, în luptele pe care le ducea pentru țară, înainte și după  înfăptuirea statului nostru.
Eu n-am fost născut pentru politică, dar alții nu m-au lăsat să nu intru în politică și este foarte greu când simți prea mult pentru țară.:p. 434”—Vintilă Brătianu

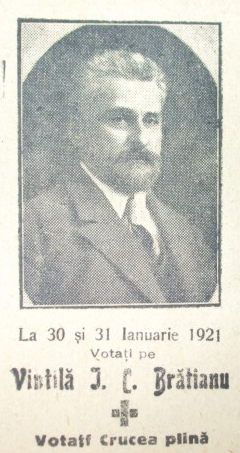
Vintilă Brătianu, afiș din campania electorală din anul 1921

Liberalismul, constituționalismul și naționalismul au fost pentru Vintilă Brătianu principiile de bază ale concepției sale politice. „Nu odată de la tribuna Parlamentului a făcut apologia spiritului liberal care a stat la baza organizării și dezvoltării României moderne, ducând-o la unire și mărire. Era totodată cel mai aprig susținător al regimului constituțional și parlamentar”.:p. 558
Concepția politică a lui Vintilă Brătianu era aceea a unui naționalism integral. Considera că toate problemele de stat trebuie analizate și rezolvate prin prisma interesului național, considerat ca unică sursă de referință, indiferent de domeniu.:p. 605
Organizarea statului a fost una din preocupările sale constante. A studiat această posibilă viitoare organizare încă din timpul refugiului de la Iași, el fiind considerat unul din cei care a pus fundamentele organizării de stat a României Mari, susținând totodată necesitatea perfecționării continui a acesteia. „Ne găsim încă în tranșee, în tranșeele păcii, este drept, dar preocuparea de promovare a națiunii printr-o bună organizare a statului nu trebuie să înceteze nici o clipă pentru oamenii politici din generația noastră”.:p. 606
Caracteristicile principale ale acestei concepții politice, care considera că statul român trebuie să fie un stat liber, absolut suveran și ferit de orice imixtiune externă, erau:
- statul național unitar, ca și concept care trebuia să stea la baza organizării României Mari și a cerut înscrierea în Constituție, pentru prima dată, a acestui concept;[77]:p. 607
- democrația constituțională, bazată pe convingerea că numai prin activitatea și bunăstarea celor mulți, dând posibilitatea fiecărui cetățean să ajungă în vârful piramidei sociale, se poate asigura adevăratul progres al statului;[77]:p. 608
- implicarea politică a tuturor cetățenilor prin acordarea dreptului de vot. „Omul ca să învețe să înoate, trebuie să îl arunci în apă, iar românului, ca să-și formeze conștiința cetățenească, trebuie să i se acorde exercițiul dreptului de vot”;[77]:p. 609
- etatismul, statul trebuind să fie apărătorul și îndrumătorul întregii activități financiare, economice, culturale și sociale a neamului;
- intervenționismul de stat, pretinzând ca statul să aibă controlul asupra tuturor întreprinderilor, care trebuiau să se integreze în dezvoltarea generală a națiunii;
- armonia socială și economică, prin menținerea unui echilibru just între interesele diferite ale claselor sociale. „Să acordăm respect proprietății, respect capitalului, dar și munca trebuie respectată și consolidată”.[77]:p. 606

Vintilă Brătianu a apărat și susținut cu consecvență drepturile României, manifestând intransigență față orice formă de tranzacționare a acestor drepturi. Condamna politica de renunțări, pentru că o considera compromițătoare pentru viitorul țării. Celor care îi reproșau rigiditatea în aceste chestiuni le răspundea invariabil: „Dacă tatăl meu renunța în 1880 la Basarabia, puteam noi azi să mai revendicăm dreptul asupra acestui pământ și să-l realipim la patria-mamă?”:p. 637
Vintilă Brătianu a fost preocupat de prezent, dar fără a scăpa din vedere viitorul. Nu accepta să rezolve o problemă a prezentului cu prețul sacrificării viitorului. Politica de păstrare în rezervă a terenurilor petroliere, refuzul de a concesiona bunurile și bogățiile statului străinilor, formarea personalului de conducere românesc la conducerea întreprinderilor, crearea unei industrii naționale, toate se bazau pe grija pentru a asigura un viitor durabil dezvoltării României.:p. 640

### Activitatea politică
Vintilă Brătianu și-a început activitatea politică destul de târziu, în anul 1900 când devine membru al Partidului Național Liberal.
În anul 1903 a fost ales, pentru prima dată, deputat în Parlamentul României.
Între 1900-1907 este ales șef al organizației de Argeș a Partidului Național Liberal iar apoi șef al organizației Capitalei și județului Ilfov.:p. 568
Răscoala țăranilor de la 1907 a avut un impact major asupra lui Vintilă Brătianu, ca și a celorlalți tineri liberali, întărindu-le convingerea că bazele pe care statul român era construit trebuiau reformate din temelii.

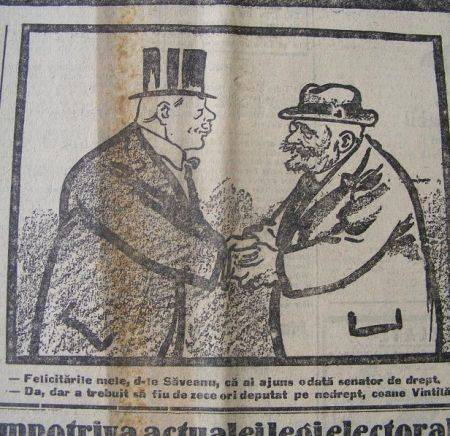
Caricatură cu Vintilă Brătianu la alegerile din 1926

„Pentru înlăturarea răului de care am suferit până la 1907, trebuie o acțiune hotărâtă pentru aplicarea reformelor, completarea operei sociale și economice începute, operă atât de necesară consolidării statului nostru. Nu trebuie să așteptăm ca o primejdie din afară unită cu o frământare interioară să prindă statul nostru într-o situație mai grea decât aceea din 1907”.
În aceeași direcție, în anul 1911, Vintilă Brătianu a înființat și condus Cercul de studii al Partidului Național Liberal. Ideea și liniile directoare ale acestuia, primul înființat de un partid politic din România, au fost discutate și stabilite împreună cu Ionel Brătianu și Ion G. Duca. Cercul avea scopul principal de a dezbate și de a populariza în rândul populației, ideile principale ale noii viziuni a Partidului Național Liberal, după preluarea conducerii sale de către Ion I. C. Brătianu. Astfel aveau să fi dezbătute idei ca: unitatea națională, reforma sistemului electoral, exproprierea moșiilor și împroprietărirea țăranilor, dezvoltarea economică „prin noi înșine”, etc.:p. 207
La  1 aprilie 1913, tot prin stăruința lui Vintilă Brătianu, apare  revista Democrația, ca organ de presă al Cercul de studii al Partidului Național Liberal,:p. 218 iar câțiva ani mai târziu apare și Buletinul de studii economice.:p. 568
De-a lungul vieții, Vintilă Brătianu a condus și a scris și în organele centrale de presă ale Partidului Național Liberal: Viitorul, L’Indépendance Roumaine și Voința Națională.
Vintilă Brătianu a fost ales de mai multe ori deputat și senator în Parlamentul României, ocupând și alte funcții politice importante ca: primar al Bucureștilor, ministru de război și de finanțe sau președinte al Consiliului de Miniștri.
De la moartea lui Ionel Brătianu în 1927 și până la propria sa moarte, în 1930 a fost președintele Partidului Național Liberal. (vezi secțiunile dedicate)
Pe 22 decembrie 1930, Vintilă Brătianu se afla la moșia sa din comuna Mihăești, Vâlcea, când a suferit un atac de apoplexie care i-a paralizat jumătatea stângă a corpului. A murit în aceeași seară, la spitalul din Râmnicu Vâlcea. A fost înmormântat la moșia familiei din Florica.

## Personalitatea lui Vintilă Brătianu văzută de contemporanii săi

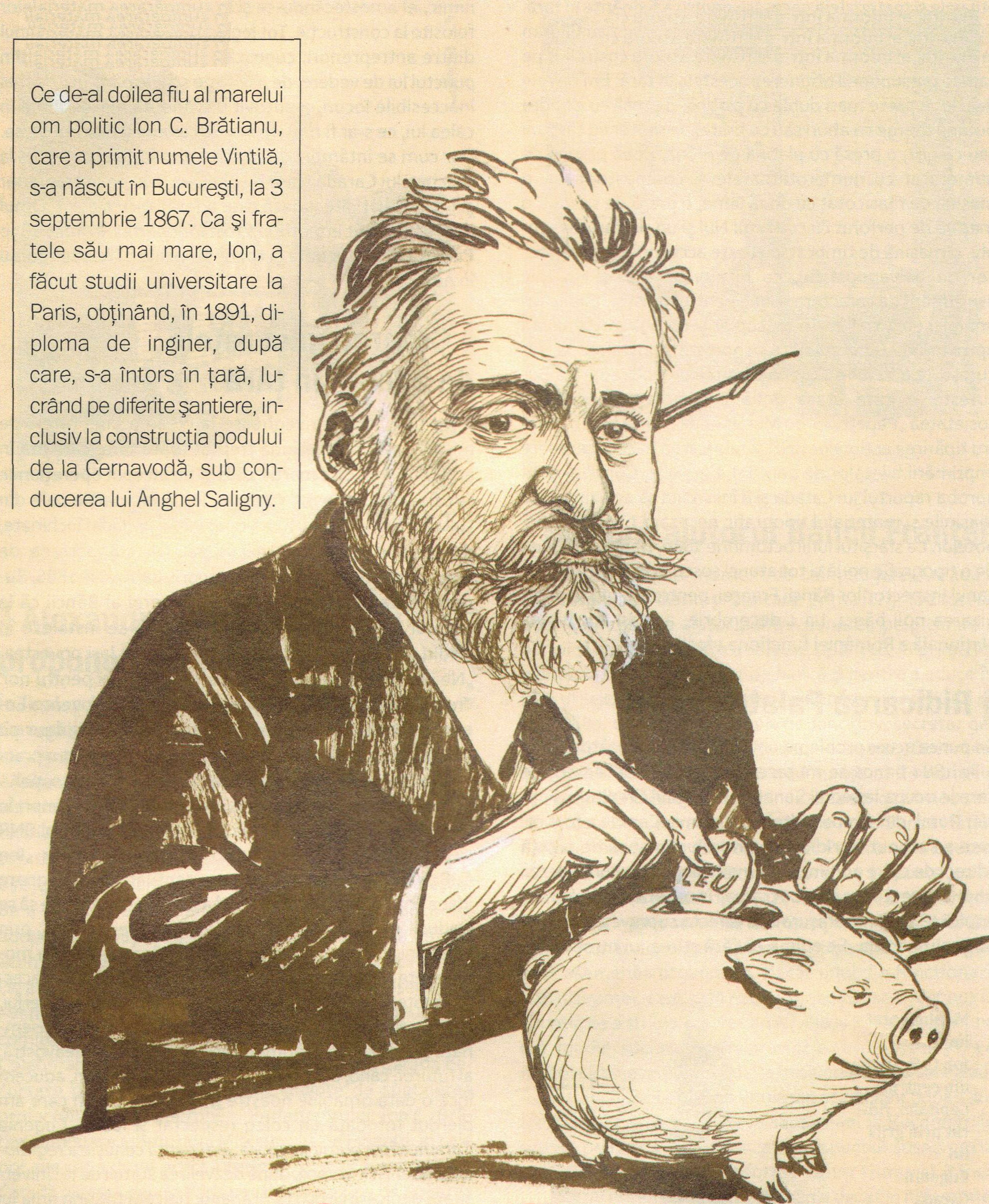
Vintila Bratianu - Grija față de banul public

Deși nu a avut anvergura și nici nu s-a bucurat de recunoașterea de care a avut parte fratele său, Ionel, „Vintilă Brătianu este un personaj esențial al modernității noastre, un practician de anvergură al acesteia, recunoscut ca principal artizan al politicii economice liberale „Prin Noi Înșine”, eforturile sale în acest sens fiind la fel de importante și chiar comparabile cu reușitele în materie de politică internă și externă ale fratelui său.”:p. 19
Personalitatea sa a fost una complexă și de multe ori greu de înțeles, datorită unui ermetism autoimpus asupra a tot ce ținea de persoana sa sau de familia sa. Multe din calitățile sale, cum ar fi: patriotismul, slujirea interesului public, munca tenace, onestitatea și responsabilitatea, i-au fost însă recunoscute atât de prieteni cât și de opozanții politici.
Spre deosebire de foarte mulți oameni politici ai vremii, mari oratori, demagogi și excelenți manevrieri de culise, care se bucurau de o largă popularitate, Vintilă Brătianu a rămas în conștiința contemporanilor ca un om incomod, ursuz, ermetic și greu de abordat. Și aceasta pentru că, „într-o lume politică superficială, în care adesea forma conta mai mult decât fondul, în care schimbarea opiniilor și traseismul politic era o realitate cotidiană, Vintilă Brătianu și-a susținut cu convingere și chiar cu încăpățânare ideile.”:p. 35
Sterie Diamandi îl caracteriza astfel: „Fire dreaptă și naivă, era lipsit de abilități și diplomație, nepriceput în cunoașterea oamenilor și manipularea lor. Victimă a bunei sale credințe, a fost deseori înșelat și tras pe sfoară.”
„În aceste trei trăsături caracteristice: o sensibilitate acută, un covârșitor simț al datoriei poruncit de conștiința și inteligența care-l domina și, în fundul sufletului, o timiditate plină de modestie, găsim poate cheia întregii personalități a lui Vintilă Brătianu.:p. 540”—Mircea Djuvara, Vintilă Brătianu
Vintilă Brătianu nu a fost un orator strălucit, ceea ce de multe ori a fost considerat un handicap într-o lume politicianistă în care nu de rareori demagogii au făcut carieră. „Vorbea greoi, lipsit de eleganță și fără simț gramatical; discursurile sale impresionau totuși prin autoritatea neștirbită a celui ce le rostea: ele exprimau credințele adânci și limpezi ale unui om sincer care, cu fanatism, credea în calitățile neamului său.”:pp. 33-37
Patriotismul, uneori cu nuanțe naționaliste, fără ostentație și demagogie a fost o caracteristică a acțiunile sale de-a lungul vieții.
„Vintilă Brătianu a intrat în viața politică, cum fiecare din noi a intrat în serviciul militar pentru țara noastră și a intrat modest soldat, cu toate că venea cu o vastă experiență și din casa în care trăise și din experiența lui personală.

A intrat în luptă complet pregătit, a venit să dea totul. [...] Cerea de la fiecare  să înțeleagă slujirea țării așa cum o înțelegea el. Părea aspru și sever față de atâtea apetituri în politică. Prea erau mulți grăbiți și ahtiați după situațiuni fără nici un titlu. Interesele personale la prea mulți dominau interesele obștești.:pp. 517-518”—Ioan Costinescu, Pagini de vieață

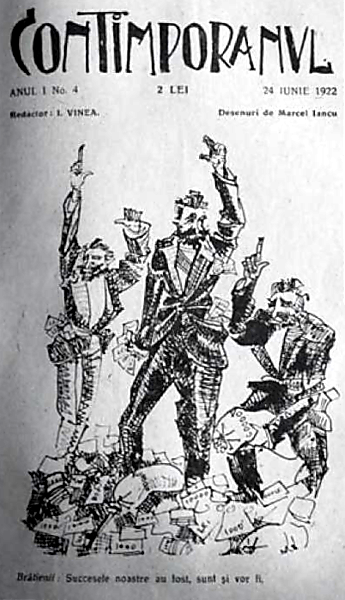
Frații Brătianu, în viziunea adversarilor politici, în revista Contimporanul

Munca neobosită și consecventă i-a caracterizat activitate, fiind și o cerință de bază pe care a impus-o celor cu care a lucrat, în pozițiile de responsabilitate publică sau politică pe care le-a ocupat de-a lungul carierei sale. „Viața fără muncă constituie o moarte mai teribilă decât însăși moartea”, obișnuia el să spună.:pp. 520-521
„Vintilă Brătianu era un patriot fanatic în cea mai pură concepție a cuvântului. Vintilă Brătianu era într-adevăr un om dintr-o bucată în toate ocaziunile unde erau în joc interesele țării, față de care nu cunoștea transacție. Poate tocmai acest patriotism fanatic l-a făcut uneori să dobândească rezultate mai puțin favorabile decât dacă ar fi fost mai conciliant.:p. 521”—Gheorghe D. Creangă, Personalitatea lui Vintilă Brătianu ilustrată prin exemple din vieața practică
Vintilă Brătianu considera servirea interesului public ca o obligație fundamentală pentru cei care ocupă poziții de demnitari sau funcționari ai statului.
„Oamenii politici trebuiau, după Vintilă Brătianu, să pună totul, să rabde, să se sacrifice, să sufere cu resemnare și să lupte zi de zi, cu credință statornică și cu puteri de muncă mereu reînnoite, în serviciul țării. [...] nimic nu l-a abătut din acest drum: nici neajunsurile pe care i le creeau firea lui rigidă într-o lume plină de tot felul de transacțiuni; nici nesinceritatea prietenilor, nici atacurile vulgare, strecurate cu cruzime în presă; nici măgulirile care-l lăsau cu totul nepăsător.:p. 514”—N.D. Chirculescu, Vintilă Brătianu - un caracter
Vintilă Brătianu vedea demagogia politicienilor ca un pericol fatal pentru buna funcționare a societății și a statului, considerând că „dacă vorbele nu se adaptează la fapte, afacerile Statului nu prosperă și dacă afacerile nu prosperă, legile nu se respectă și oamenii nu mai știu unde le sunt nici capetele nici picioarele.”:p. 573
El cerea de la oameni trei lucruri: ordinea, sentimentul conveniențelor și respectul autorității sau raporturilor ierarhice. Ura clevetirea, disprețuia intriga și nu putea suferi obrăznicia.:p. 573
Cu toate acestea Vintilă Brătianu era o fire sensibilă, trăsătură reliefată mai ales în relațiile din interiorul familiei. La el „familia era familie, plimbările fiind singurul lui sport și distracție.”:pp. 520-521
Multe din valorile pe care Vintilă Brătianu le-a cultivat și apărat de-a lungul vieții, au încă rezonațe și în societatea românească din prezent. „Vintilă I. C. Brătianu a trăit și a muncit într-o lume ale cărei trăsături și particularități nu se mai regăsesc în societatea noastră de la începutul mileniului trei. Sunt la fel de actuale ca odinioară și de nezdruncinat valorile democrației, ale statului de drept, încrederea în energiile proprii, despre care Vintilă Brătianu făcea dese referiri, la fel ca principiile în care el a crezut cu sinceritate: onoare, adevăr, cinste. Prin viața și opera sa Vintilă Brătianu rămâne contemporanul nostru.”

## Controverse și neclarități
Mobilizarea lui Octavian Goga
La decretarea mobilizării din august 1916, Octavian Goga s-a prezentat la Ministerul de Război și i-a solicitat lui Vintilă Brătianu să fie primit ca voluntar și să i se dea o misiune de încredere pe lângă un comandament important al trupelor care înaintau în Ardeal. 
Vintilă Brătianu, din motive necunoscute, a fost indispus de această cerere, având impresia că Goga fugea de front, o atitudine pe care o considera nepermisă unui ardelean, în special unui om care pledase cu multă stăruință pentru intrarea în război. El ia făcut o strașnică morală, și l-a îndemnat, chiar cu oarecare brutalitate, să plece pe front cu un regiment obișnuit. Goga a plecat adânc jignit în suflet și în amorul propriu.
Împreună cu fratele său, Octavian Goga s-a înrolat într-un regiment compus în mare parte din rezerviști din București, comandat de colonelul Vlădescu, cu care era în termeni prietenești. Regimentul avea să fie trimis ca întărire la Turtucaia și astfel frații Goga au participat la lupte. Eugen Goga a luptat efectiv și cu bărbăție, fiind grav rănit și rămânând infirm de un braț. Octavian Goga nu a intrat în foc, rămânând la Oltenița, de unde a fost martorul ocular al scenelor groaznice care s-au desfășurat la căderea Turtucaia.
Vintilă Brătianu făcuse fără îndoială o greșeală din punct de vedere politic, Goga fiind în acele momente un simbol al luptei pentru realizarea unirii și trebuia tratat ca atare. De la acest incident a pornit dușmănia lui împotriva fraților Brătianu și, în genere, a partidului liberal, dușmănie care s-a manifestat foarte intens după semnarea Păcii de la Buftea din 1918. Această dușmănie s-a mai domolit abia mai târziu, când printr-un concurs întreg de împrejurări, Ionel Brătianu l-a ajutat pe Goga în realizarea unora din ambițiile sale politice ulterioare. „Poate dacă Vintilă Brătianu, la întâlnirea din cabinetul de la Ministerul de Război i-ar fi vorbit altfel, Goga s-ar fi apropiat de Partidul Național Liberal, și l-ar fi ajutat în acțiunea politică postbelică din Ardeal. Încă o situație în care din cauze mici s-au compromis realizări importante”.:pp. 23-24
Duelul cu doctorul Nicolae Lupu
În ziua de 8 mai 1917, la închiderea sesiunii parlamentare, s-a întâmplat un incident violent între Vintilă Brătianu și doctorul Nicolae Lupu, incident în care avea să se termine printr-un duel. Lupu, foarte enervat în urma unui conflict pe care îl avusese cu George Mârzescu, s-a apropiat de Vintilă Brătianu la ridicarea ședinței și i-a solicitat să  certifice că aluziile făcute de Mârzescu, referitoare la presupusele sale relații cu doctorul Cristian Racovski, conducătorul Ucrainei sovietice și inamic declarat al României, erau inexacte.
Vintilă Brătianu, care știa că Lupu și partidul său avuseseră în această problemă un rol important, și fiind și indignat de atitudinea Partidului Muncii care de la începutul sesiunii se juca de-a obstrucția parlamentară, i-a răspuns: „Nu mă întreba ce cred eu, că nu are să-ți placă părerea mea”. În loc să renunțe, doctorul Lupu, a insistat zicând: „Ba nu, spune, te somez să spui dacă ești un om cinstit!”. Atunci Vintilă Brătianu, care în general nu se prea sfia să ascundă oamenilor felul său de-a gândi, i-a zis fără înconjur: „Părerea mea este că te porți ca un mișel. Nu te mai recunosc, toată atitudinea voastră este pur și simplu mișelească!”.
După acest schimb de replici, doctorul Lupu l-a provocat pe Vintilă Brătianu la duel, luându-i ca martori pe Constantin Argetoianu și Tilică Ioanid, în vreme ce Vintilă Brătianu i-a ales ca martori pe Mihail Pherekyde și pe George Văsescu.
Ionel Brătianu a anunțat în consiliul de miniștri că fratele său i-a trimis demisia spre a fi liber să se bată în duel, iar duelul a avut loc în dimineața zilei de 11 mai 1917, la via lui Kilimoglu de la Copou.
Vintilă Brătianu era un trăgător slab, în timp ce doctorul Lupu, într-o stare de surescitare maximă, afirma peste tot că o să-l extermine.
Duelul s-a consumat fără ca nici unul dintre combatanți să fie rănit. Vintilă Brătianu găsea ridicol și penibil ca atunci când soldații noștri se luptau cu inamicul și stăteau zi și noapte sub gloanțele lor, oameni politici să se bată în duel, în spatele frontului. Nu ar fi consimțit niciodată să o facă, dacă nu i s-ar fi spus de toți apropiații că nu se poate sustrage de la cerințele așa-zisului „cod al onoarei”.:pp. 189-190

## Opere
| - Vintilă Brătianu, Rolul partidelor politice în actuala situație, București, 1910 - Vintilă I. C. Brătianu, Constantin Hălăceanu, Politica de stat în industria petrolului, Imprimeria Independența, București, 1911 - Vintilă I. C. Brătianu, Crize de Stat: 1901, 1907, 1913, în Biblioteca Politică, vol. I, Institutul de arte grafice “Flacăra”, București, 1913 - Vintilă I. C. Brătianu, Bugetul: spre o nouă politică financiară a Statului, în Biblioteca Politică, vol. 5, Institutul de arte grafice “Flacăra”, București, 1913 - Vintilă I. C. Brătianu, Interesele României în actualul răsboi, în Biblioteca Politică, vol. 17, Institutul de arte grafice “Flacăra”, București, 1914 - Vintilă I. C. Brătianu, Pentru conștiința națională, în Biblioteca Politică, vol. 19, Institutul de arte grafice “Flacăra”, București, 1915 - Vintilă I. C. Brătianu, Învǎțǎminte dupǎ 15 luni de rǎzboi, București, 1915 - Vintilǎ I. C. Bratianu, Petrolul și politica de stat, Cercul de studii al Partidului Național-Liberal, București, 1919 - Vintilă Brătianu, Pacea de robire, București, 1919 - Vintilă Brătianu, Politica și votul obștesc, Imprimeriile „Independența”, București, 1920 - Nicolae Iorga, Vintilă I. Brătianu, Noua constituție a României: 23 de prelegeri publice organizate de Institutul Social Român: cu o anexă cuprinzând Nouile constituții europene, Institutul Social Român, Cultura Națională, 1922 | - Vintilă I. C. Brătianu, Budget général de l'État, Cartea Românească, București, 1923 - Vintilă Ioan Brătianu, Situația financiară a României: discurs rostit în Adunarea deputaților cu ocazia discuției generale a bugetului în ședința din decembrie, 1924, Ministerul Finanțelor, Imprimeria Independența, București, 1924 - Vintilă Brătianu, Refacerea țării și consolidarea financiară, București, 1924 - Vintilă I. C. Brătianu, Pentru cei mai tineri ce am văzut în România mică și ce văd în România mare. Conferință ținută la Ateneul Român, în ziua de 28 februarie 1926, București, 1926 - Vintilă I. C. Brătianu, Politica de stat a petrolului în urma noui constituții și a legei minelor, Cartea Românească, București, 1927 - Vintilă Brătianu, Politica financiară, monetară și economică a României, Imprimeriile „Independența”, București, 1927 - Vintilă Brătianu, Rolul întreprinderilor economice și financiare în nevoile economice naționale, în „Buletinul Institutului Economic Român”, nr. 5, București, 1927 - Vintilă I. C. Brătianu, Asupra stabilizărei monetei românești, Cartea Românească, București, 1928 - Vintilă Brătianu, Scrieri și cuvântări, vol. 1, Imprimeriile „Independența”, București, 1937 - Vintilă Brătianu, Din economia națională, București, 1937 |

## Galerie foto

Viața și activitatea lui Vintilă I.C. Brătianu reflectate în imagini
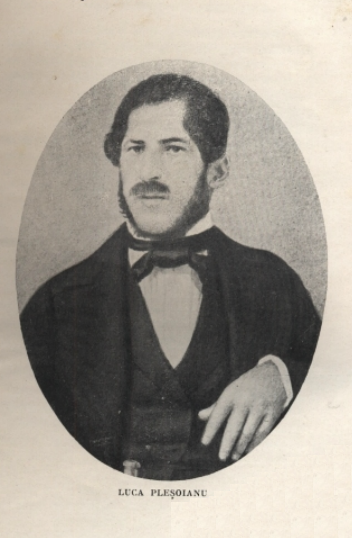
Luca Pleșoianu (tatăl Piei Brătianu), bunicul din partea mamei, în jurul anului 1850
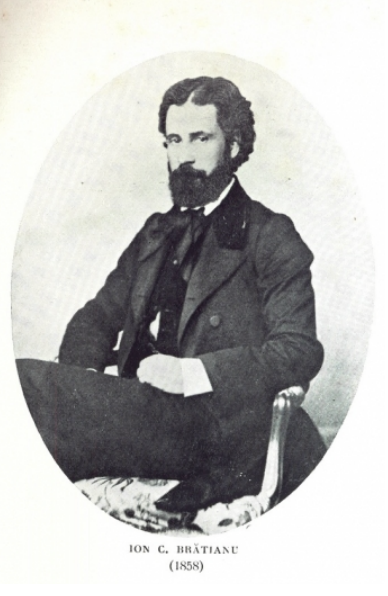
Ion C. Brătianu în 1858, la căsătoria cu Caliopi-Pia Pleșoianu
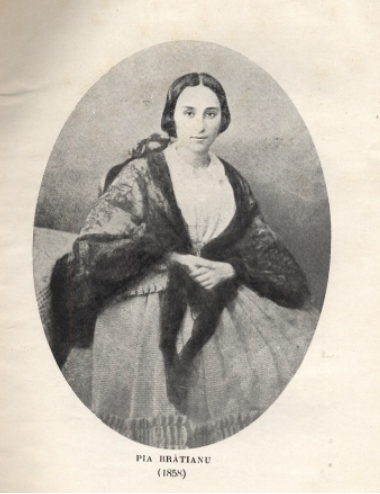
Caliopi-Pia Pleșoianu în 1858, la căsătoria cu Ion C. Brătianu
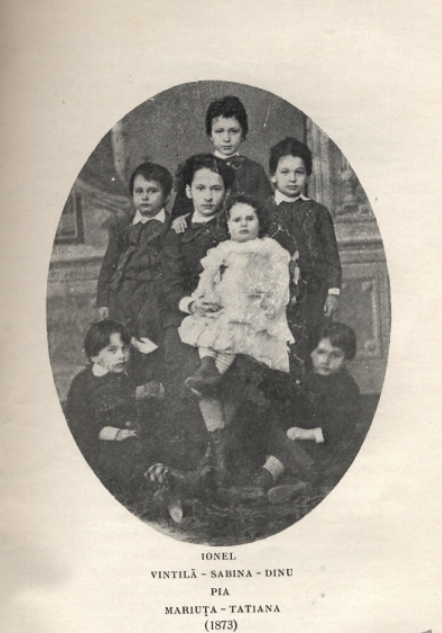
Copiii familiei Ion C Brătianu la 1873
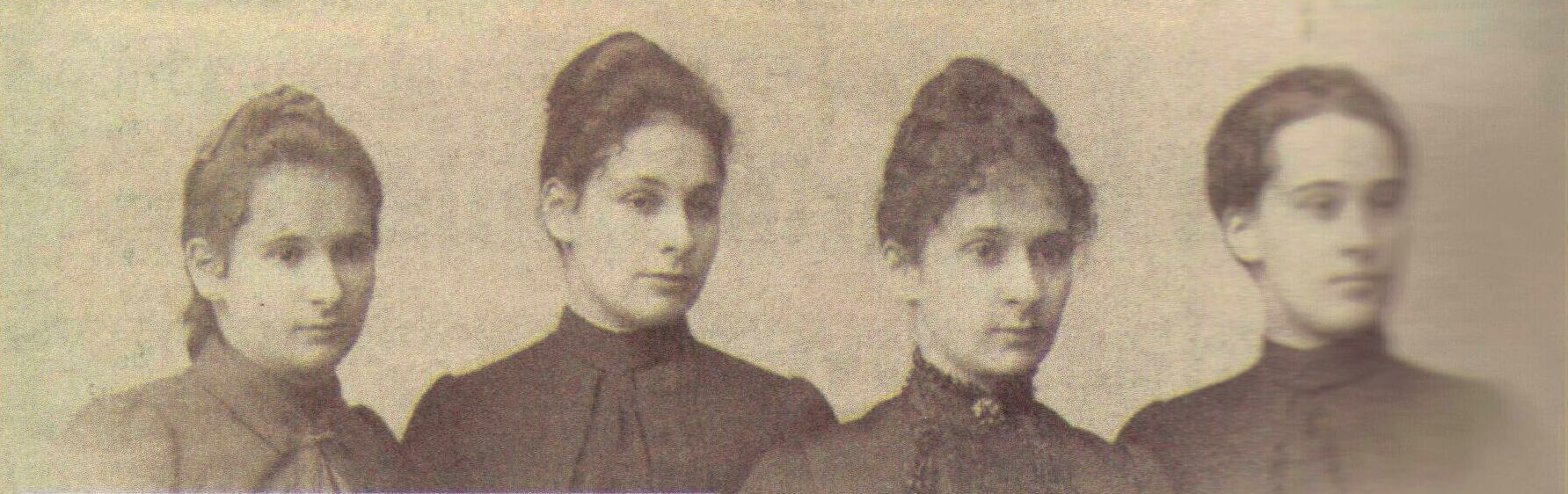
Fetele din familia Piei și a lui Ion C. Brătianu
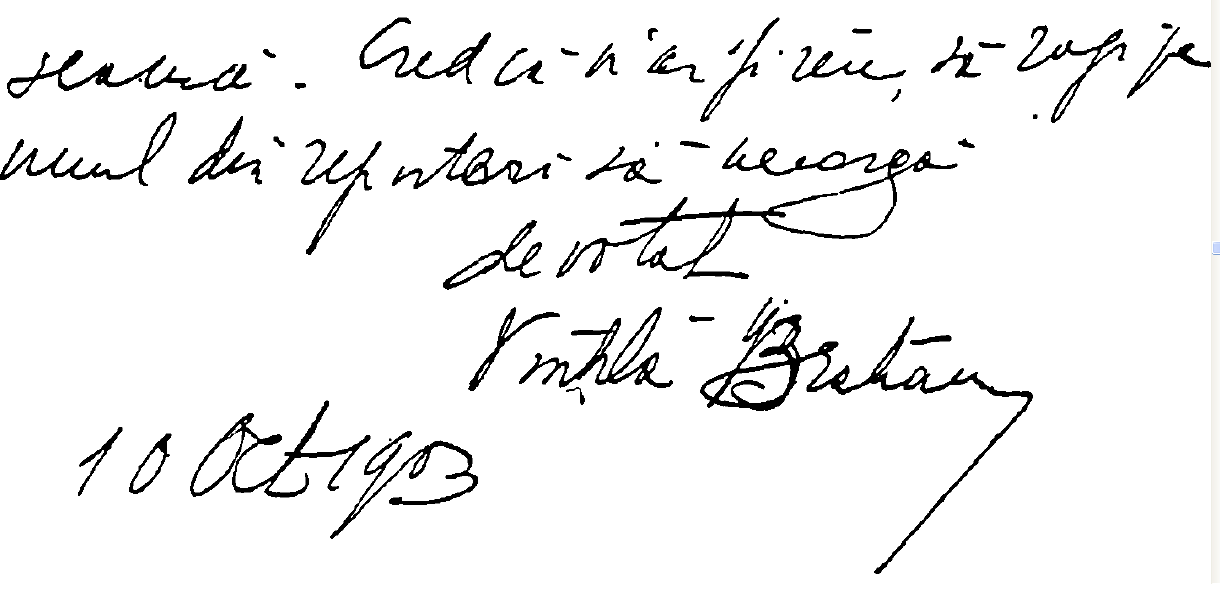
Semnătura lui Vintilă Brătianu din anul 1903
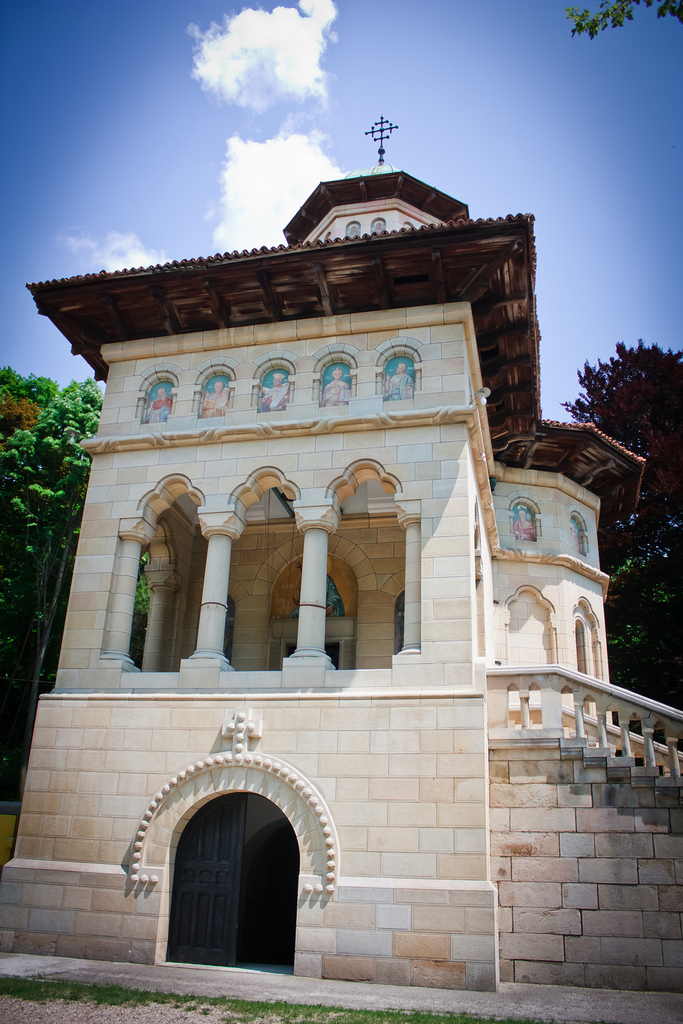
Capela Bratienilor de la Florica
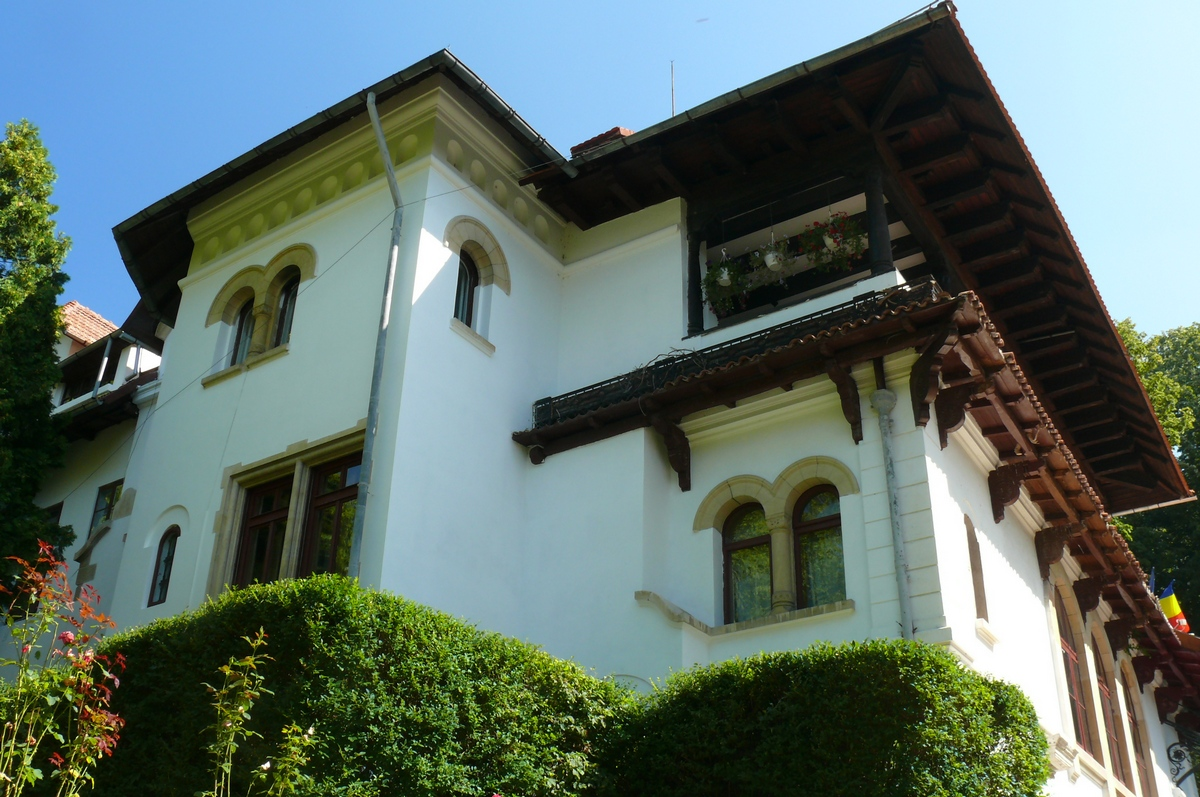
Conacul Brătianu - Vila „Florica”
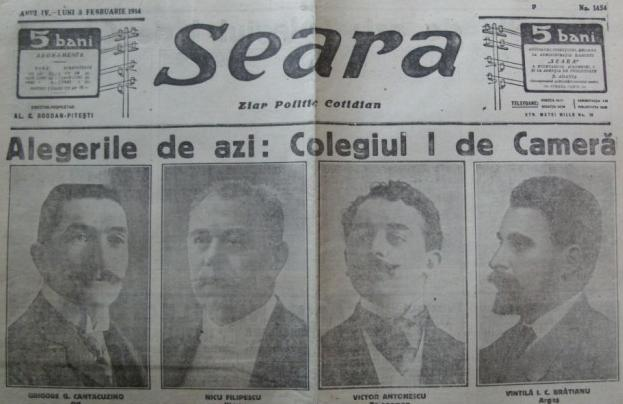
Deputat de Argeș - 1914